# FK Roter Stern Belgrad
Der Fußballclub Roter Stern Belgrad (serbisch Фудбалски клуб Црвена звезда Fudbalski klub Crvena zvezda), kurz Roter Stern (Црвена звезда/Crvena zvezda [tsrʋɛna zʋɛːzda], auch nur Zvezda), ist die Fußballabteilung des 1945 gegründeten serbischen Sportvereins Roter Stern Belgrad, aus dem Belgrader Stadtteil Dedinje im zentralen Stadtbezirk Savski Venac. Der Club spielt seit 1946 stets in der höchsten Spielklasse und ist mit 35 Meisterschafts- und 27 Pokalsiegen serbischer und jugoslawischer Rekordmeister sowie Rekordpokalsieger. Er belegt in der ewigen Tabelle der jugoslawischen Liga den 1. Platz und errang auch Erfolge in Europa, darunter der Gewinn des Europapokals der Landesmeister 1991.
Im sozialistischen Jugoslawien (1945–1992) spielte die Mannschaft eine überragende Rolle mit 20 Meistertiteln und 12 Pokalerfolgen. Der Zerfall des Landes ab 1992 und seine Folgen führten unter anderem zum Ausverkauf der Mannschaft.
Mit Partizan Belgrad verbindet Roter Stern eine besondere Rivalität. Dieses Aufeinandertreffen ist in Serbien als „Ewiges Derby“ bekannt. Seine Heimspiele bestreitet der Club im 60.000 Zuschauer fassenden Stadion Rajko Mitić.

## Geschichte

### 1945–1958: Die Gründungsjahre

#### SK Jugoslavijas Erbe
Anfang 1945 wurde der 1913 im Königreich Serbien (1878–1918) gegründete und anfangs noch als SK Velika Srbija bezeichnete Belgrader Verein SK Jugoslavija – 1919 fand mit der Gründung des Königreich der Serben, Kroaten und Slowenen (1918–1929) die Namensänderung vom proserbischen ins projugoslawische SK Jugoslavija statt – von den neuen kommunistischen Behörden Marschall Titos aufgelöst und enteignet. Der Verein gehörte zuvor zu den populärsten Clubs des Landes. Der kurz darauf entstandene Roter Stern sah sich in der Nachfolge des Vereins und erhielt dessen Eigentum, einschließlich des Stadions und des Trainingsgeländes, sowie einen Großteil seiner Spieler, darunter Roter Sterns Gründungsmitglied Predrag Đajić und Roter Sterns Top-10-Rekordspieler Ljubomir Lovrić.
Die Clubfarben und sogar das Vereinslogo leitete man vom SK Jugoslavija ab. Das ehemalige Stadion des SK Jugoslavija befand sich genau an der Stelle, wo sich heute das 1963 erbaute Stadion Rajko Mitić befindet. Somit wurde Roter Stern praktisch aus dem SK Jugoslavija heraus gebildet. Allerdings betrachtete sich Roter Stern Belgrad nie selbst offiziell als Nachfolger, während andere, darunter zahlreiche Fans, dies behaupten und ein neues Gründungsdatum in Betracht ziehen. Bis heute wird diese Vorgeschichte kontrovers diskutiert. Dem neuen Verein schlossen sich auch Spieler des Belgrader SK an, einem weiteren sehr populären Verein des Landes und Stadtrivale von SK Jugoslavija, dem ebenfalls von Titos Behörden die Existenzberechtigung entzogen wurde. So wechselte Roter Sterns Legende Rajko Mitić zum neuen Club.

#### Die Phase der Entstehung

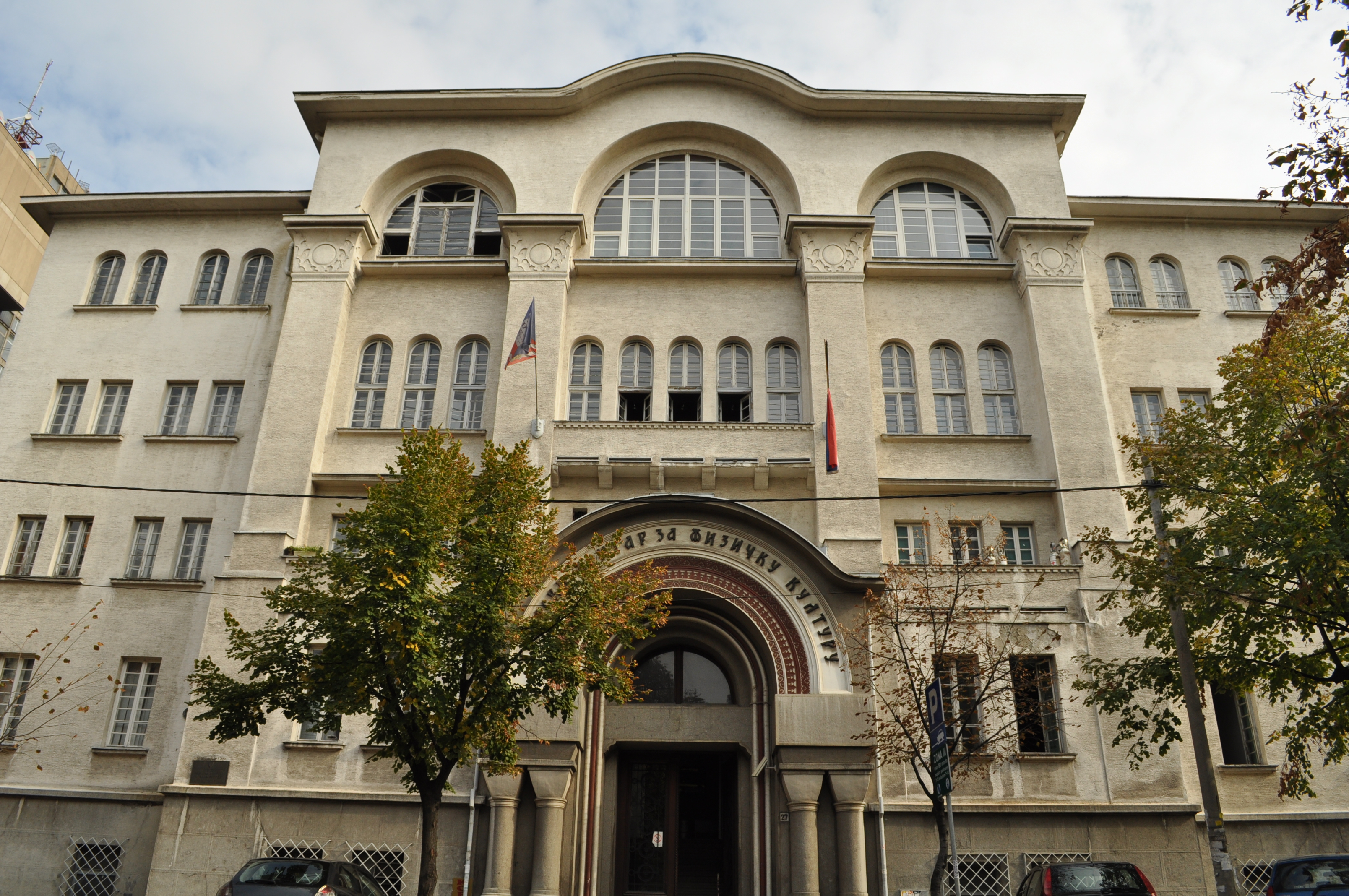
Das denkmalgeschützte Gebäude des Stari DIF 2012, in dem am 4. März 1945 die Gründungsversammlung von Roter Stern Belgrad gehalten wurde.

Während der Zweite Weltkrieg noch im Gange war, begann nach der Belgrader Operation und der damit verbundenen Befreiung der Stadt im Oktober 1944 vom Faschismus die Reorganisation des sportlichen Lebens. Bereits im Februar 1945 beschlossen Jugendliche des Vereinigten Bundes der antifaschistischen Jugend Serbiens (USAOS) einen Sportverein zu gründen. Am 4. März versammelten sich mehrere Mitglieder im Staatsinstitut für Körperkultur Stari DIF und gründeten den Sportverein Roter Stern Belgrad.
Die Initiative zur Gründung kam vom späteren Vizepräsidenten Zoran Žujović und Slobodan Ćosić sowie vom Sekretär Ljubiša Sekulić und Dušan Bogdanović. Unter den Gründern befanden sich auch Nebojša Popović, Svetozar Gligorić und der spätere Trainer Milovan Cirić sowie als einziges weibliches Mitglied Mira Petrović. Als Vereinsräumlichkeit wurde ein Zimmer der USAOS in der Kralja Milutina 2 in Vračar ausgesucht. Erster Vereinspräsident wurde Đorđe Paljić, während Predrag Đajić als Ökonom und Bogdanović als Finanzmanager bestimmt wurden. Kosta Tomašević unterstützt durch Sekretär Branko Stanković erhielt die Führung der Fußballabteilung, die erste und von Anfang an wichtigste Sektion des Vereins.
Über die Namensgebung für den Verein wurde lange diskutiert und es gibt mehrere Versionen dazu. Einigkeit herrscht darüber, dass Žujović und Ćosić einstimmig einen Namen wählten. Nach zahlreichen Vorschlägen, unter anderem Mladost, Udarnik, Torpedo, Dinamo und Lokomotiva, sagte Ćosić: „Unser Verein sollte Stern heißen!“, woraufhin Žujović spontan hinzufügte: „Ausgezeichnet, wenn Stern, dann soll es Roter Stern sein“.
Roter Stern absolvierte noch am Tag seiner Gründung seine erste Partie gegen das erste Bataillon der zweiten Belgrader Brigade des Korps zur Volksverteidigung Jugoslawiens (KNOJ) und gewann dieses mit 3:0. Das Spiel wurde auf dem Spielfeld Studenta vor 3.000 Zuschauern ausgetragen. Erster Torschütze der Vereinsgeschichte war Kosta Tomašević. Bereits am 7. März veröffentlichte die Politika einen Aufruf an die Bevölkerung zur Einschreibung in den neugegründeten Verein aus diesem schließlich zahlreiche Clubs hervorgingen, die bis heute noch in den jeweiligen Sportarten in Serbien bestimmend sind. Im Gründungsjahr spielte Roter Stern insgesamt 36 Spiele, gewann davon 30, und die erste und einzige Niederlage ereignete sich in Timișoara gegen die rumänische Nationalmannschaft. Schon bald wurde Roter Stern ein Symbol Jugoslawiens und Serbiens, eine sportliche Institution, die bis heute sehr populär ist.

#### Aufstieg in Jugoslawien und Europa

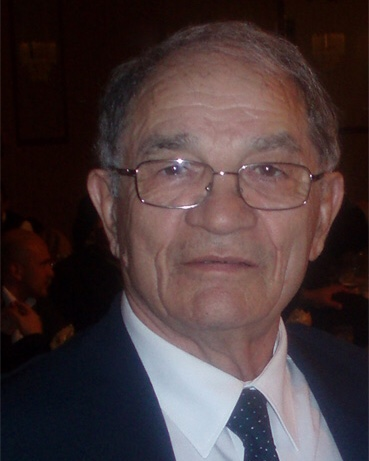
Roter-Stern-Legende Dragoslav Šekularac

1946 konnte Roter Stern mit dem Gewinn der serbischen Meisterschaft bereits seinen ersten Titel gewinnen und stieg somit in die 1. jugoslawische Liga auf. Dies war der Anfang von 45 äußerst erfolgreichen Jahren, in denen Roter Stern der dominierende Verein in Jugoslawien wurde und bis zur Weltspitze aufstieg. Der Debütant setzte sich von Beginn an an der Tabellenspitze fest und schloss die einzelnen Spielzeiten in den ersten zwölf Jahren nur dreimal schlechter als auf Rang 3 ab. 1947, 1948 und 1949 wurde man Vizemeister. 1948 errangen die Rot-Weißen unter Svetozar Glišović nach einem 3:0-Endspielsieg über Partizan Belgrad erstmals die Landespokaltrophäe. 1949 und 1950 folgten die zweite und dritte Trophäe und somit der erste Pokalhattrick.
In den 1950er-Jahren folgte die erste große Siegeswelle des Vereins. Spieler in dieser Zeit waren u. a. die Stürmer Rajko Mitić und Bora Kostić, die Abwehrspieler Vladica Popović und Vladimir Durković, der Torwart Vladimir Beara und der offensive Mittelfeldspieler Dragoslav Šekularac. Nach drei gescheiterten Anläufen zum Gewinn der Meisterschaft hatte man 1951 mehr Erfolg, als Roter Stern zum ersten Mal die Meisterschaft gewann. Der Trainerwechsel von Aleksandar Tomašević zu Ljubiša Broćić 1951 erwies sich somit im Nachhinein als gute Entscheidung. 1953, 1956 und 1957 gewann Roter Stern drei weitere Meistertitel. Im Europapokal der Landesmeister 1956/57 schied man erst im Halbfinale, denkbar knapp nach einer 0:1-Heimniederlage und einem 0:0 auswärts, gegen den AC Florenz aus. Nach der ersten Titelverteidigung in der Vereinsgeschichte zog es Trainer Milovan Ćirić zu Lazio Rom, und so verpflichtete man mit Milorad Pavić einen Trainer, der als Erster eine Ära bei Roter Stern prägen sollte.
Im folgenden Europapokal der Landesmeister 1957/58 traf man im Viertelfinale auf Manchester United. Nach einer 1:2-Auswärtsniederlage endete das Rückspiel im Partizan-Stadion nach einem 0:3-Rückstand noch mit 3:3. Dies war das letzte Spiel von Manchesters legendärer Mannschaft, den sogenannten Busby Babes. Auf dem Rückflug verunglückte das Flugzeug in München während eines Schneesturms. Von den 44 Passagieren der Airspeed Ambassador kamen 23 ums Leben, darunter acht Spieler der Red Devils; zwei weitere mussten aufgrund von Verletzungen ihre Karriere beenden. Im selben Jahr gewann Roter Stern mit dem Mitropacup schließlich seinen ersten europäischen Titel mit einem Sieg über Spartak Trnava. Zusätzlich gewann man seinen vierten Pokal. Mit Pavić, der sich als ausgewiesener Taktiker und Anhänger des direkten Kurzpassspiels entpuppte, blieb der Verein weiter auf der Erfolgsspur und so gelang Roter Stern 1959 erstmals das Double. In der Saison 1959/1960 scheiterte man bereits in der ersten Runde des Pokals an Partizan, jedoch konnte man die Meisterschaft erfolgreich verteidigen.

### 1960–1966: Krise und ein neues Stadion

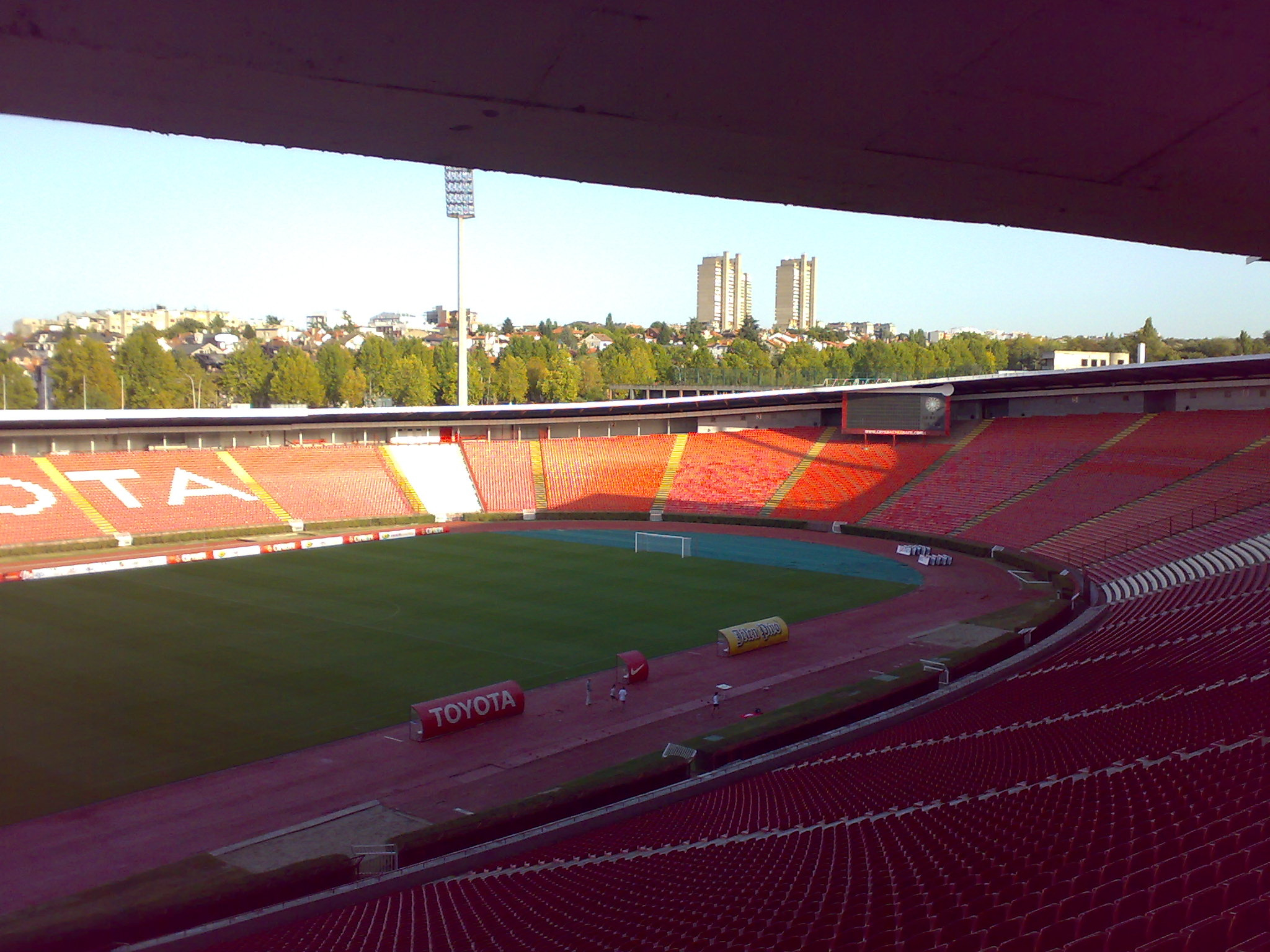
Das 1963 erbaute Stadion Rajko Mitić, trug bis Ende 2014 den Namen „Stadion Roter Stern“, heute auch bekannt als Marakana von Belgrad.

In den 1950er Jahren war es Roter Stern als erstem Verein gelungen, die jugoslawische Fußball-Szene zu dominieren. Doch zu Beginn des nächsten Jahrzehnts verschob sich die Herrschaft vorerst auf die andere Seite des Hügels Topčider, dort wo sich Partizan befand, mit Abstand Roter Sterns größter Rivale, der zwischen 1961 und 1963 die Konkurrenz mit dem ersten Meisterschafts-Hattrick in der Geschichte der Liga schockierte.
Während dieser Periode waren einige Platzierungen die schlechtesten in der Vereinsgeschichte von Roter Stern, einschließlich eines siebten Platzes 1963. Der Verein war sogar vier Mal nicht unter den ersten drei in der Tabelle, was vorher und nachher in insgesamt 54 Spielzeiten nie wieder vorkam. 1962/63 erzielte der Verein nur 21 Tore, das waren beispielsweise die Hälfte der Tore, die Vojvodina Novi Sad erzielte, obwohl sie fünf Plätze hinter Roter Stern in der Tabelle platziert waren. Trotzdem schenkte man Pavić das Vertrauen.
Neben der Meisterschaft blieb man auch im heimischen Pokal erfolglos, dagegen zeigte man international ein völlig anderes Gesicht. Im Messestädte-Pokal 1961/62 erreichte man das Halbfinale und schied dort gegen den FC Barcelona aus. Knapp acht Monate später standen sich Belgrad und Barcelona 1962 erneut gegenüber, diesmal unterlagen die Katalanen. Ein folgender 2:0-Heimsieg über den AS Rom war anschließend nicht genug, um erneut in das Halbfinale einzuziehen.
Neben den internationalen Erfolgen arbeitete die Vereinsführung weiterhin an der Entwicklung des Clubs und begann bereits Ende 1959, ein neues Stadion zu bauen. In den folgenden vier Jahren trug Roter Stern seine Heimspiele im Stadion von Partizan und im Omladinski stadion des OFK Belgrad aus, was als Hauptgrund für die schlechten Ergebnisse während dieser Jahre betrachtet wird. Das neue Stadion wurde schließlich 1963 eröffnet, und im Laufe der Zeit erhielt das Stadion Roter Stern den Spitznamen Marakana.
Das Heimstadion sollte sich bereits in seiner ersten Saison als Festung erweisen, und so gewann man auf Anhieb das zweite Double. Insgesamt konnte der Verein unter der Leitung von Pavić drei Meisterschaften und drei Pokale gewinnen sowie den Mitropapokalsieg und den Einzug ins Europapokal-Halbfinale verbuchen. Schließlich wechselte Pavić nach sieben Jahren bei Belgrad nach Belgien zu Standard Lüttich. Ersetzt wurde er durch Ivan Toplak, der jedoch die folgenden zwei Jahre erfolglos blieb.

### 1966–1975: Die Ära Miljan Miljanić

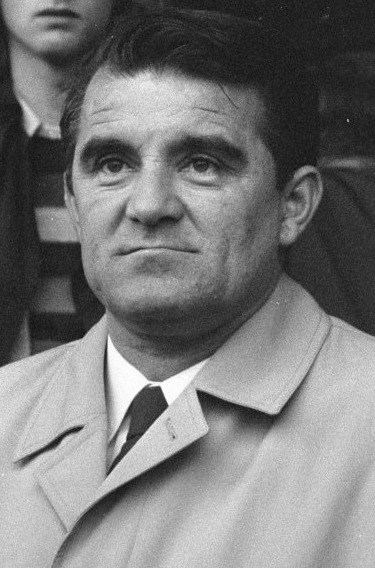
Starcoach Miljan Miljanić (1971)

Ein entscheidender Moment in der Geschichte des Vereins ereignete sich 1966, als Miljan Miljanić als neuer Trainer das Ruder übernahm. In den folgenden acht Jahren verwandelte Miljanić den Club in einen europäischen Spitzenverein. Bis dahin befand sich der jugoslawische Fußball in einer Art Testphase, doch die Dominanz von Roter Stern in den heimischen Wettbewerben wurde schließlich verfestigt und weiterhin fortgesetzt. In den verbleibenden 25 Jahren Jugoslawiens blieb Roter Stern ein konstanter Anwärter auf den Titelgewinn, nur seine Konkurrenten änderten sich. 1968 gewann Roter Stern seinen zweiten europäischen Pokal, den Mitropacup. Nach dem Gewinn zog sich der Verein aus diesem Wettbewerb zurück, um sich mehr auf die anderen europäischen Wettbewerbe zu konzentrieren.
Miljanić war bereits in den 1950er-Jahren bei Roter Stern als Spieler tätig, aber erst während seiner Amtszeit als Cheftrainer sollte er seine größten Erfolge feiern. In der ersten Saison hat er den Kader und den Spielstil von Roter Stern völlig verändert, und der Verein belegte vorerst den fünften Platz in der Tabelle, den gleichen wie im Jahr zuvor. Danach begann Roter Stern, angeführt von Superstar Dragan Džajić, einer der besten Spieler in der Geschichte Serbiens, eine tiefe Spur im jugoslawischen Fußball zu hinterlassen. Es war die Zeit, als Roter Stern das erste Mal drei Meisterschaften in Folge gewann sowie zwei Doubles.
Damals kannte jeder Roter-Stern-Anhänger die Namen von Spielern wie Ratomir Dujković, Milovan Đorić, Kiril Dojčinovski, Stanislav Karasi und Jovan Aćimović sowie von Vojin Lazarević, Petar Krivokuća, Stevan Ostojić und Branko Klenkovski. Besonders beachtlich ist dabei, dass die meisten der oben genannten Spieler sich Roter Stern in jungen Jahren anschlossen und zuvor die Jugendschule durchliefen. Roter Stern wurde zu einem klangvollen Namen auf europäischer Ebene, ein Verein mit hohen Standards und einem Ruf, den nur wenige Klubs aus Südost- und Osteuropa jener Zeit hatten.
Im 1971 führte Miljanić Roter Stern bis ins Halbfinale, wo sie jedoch überraschend von Panathinaikos Athen besiegt wurden. Im Hinspiel schlug Roter Stern vor 100.000 lautstarken Belgradern die Griechen mit 4:1 und schuf sich so eine scheinbar unangreifbare Ausgangsposition, jedoch verloren sie in Athen mit 3:0 und verpassten nach 1958 erneut das Finale. In den folgenden Jahren trugen Fußballgrößen wie Vladimir und Ognjen Petrović, Bogićević, Filipović, Janković sowie Keri das Trikot von Roter Stern und feierten weitere Titel. In den acht Jahren unter der Führung von Miljanić gewann der Verein insgesamt sieben Trophäen.

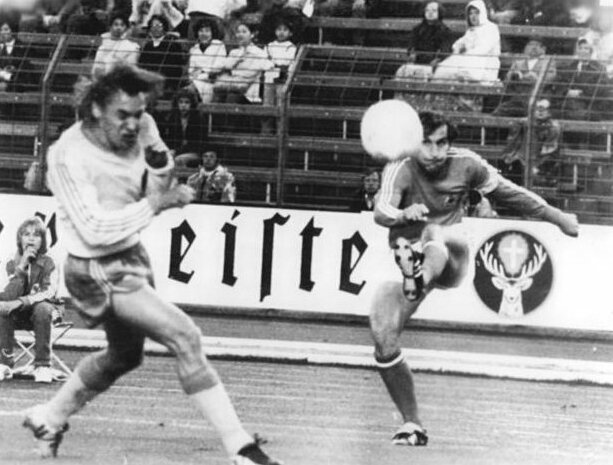
Dragan Džajić (rechts) bei der WM 1974

Im Europapokal der Landesmeister 1973/74 eliminierte Roter Stern den FC Liverpool, den damals amtierenden Gewinner des UEFA-Pokals. Sie waren nach Ferencváros Budapest während des Messestädtecups 1967/68 erst die zweite ausländische Mannschaft, die Liverpool an der Anfield Road und die einzige ausländische Mannschaft, die Liverpool je zu Hause im Europapokal der Landesmeister besiegen konnte, und das im ganzen 20. Jahrhundert. Allerdings verlor Roter Stern die folgende Viertelfinal-Partie gegen Atlético Madrid. In der folgenden Saison ging es im Viertelfinale wieder nach Madrid, diesmal im Europapokal der Pokalsieger 1974/75 zum Spiel gegen Real Madrid. Das Match wurde von der Presse als „Džajić vs. Camacho“ deklariert, denn Dzajić war zu dieser Zeit der beste Linksaußen der Welt und Camacho einer der besten Verteidiger. Im Hinspiel wurde Roter Stern im Santiago Bernabéu von Miljanić empfangen, jetzt Starcoach von Real Madrid, wo Camachos Abwehr hielt und Real mit 2:0 gewann. In Belgrad konnte jedoch das Ergebnis vor 100.000 Zuschauern durch Tore von Džajić und Torhüter Petrović ausgeglichen werden. Nach Elfmeterschießen gewann Roter Stern schließlich mit 6:5 und erreichte zum ersten Mal das Halbfinale des Europapokals der Pokalsieger.
Dort trafen sie auf Ferencváros Budapest. Das erste Spiel verloren die Belgrader 2:1, doch das Rückspiel sollte für immer als das Spiel mit der größten registrierten Zuschauerzahl während eines Roter-Stern-Heimspiels in Erinnerung bleiben. Obwohl offiziell nur 96.070 Tickets verkauft wurden, waren etwa 110.000 Zuschauer im Stadion. Die Belgrader Anhänger gingen jedoch enttäuscht nach Hause, denn mit einem Strafstoß in der 83. Minute glichen die Magyaren zum 2:2 aus und zogen ins Finale ein.

### 1976–1986: Das erste europäische Finale
Der neue Trainer Gojko Zec brachte dem Verein ab 1976 weitere nationale Meisterschaften und Pokale. Es folgte die Branko-Stanković-Ära, dessen Amtszeit als Cheftrainer vier Jahre dauern sollte und Roter Stern drei weitere Titel sowie das erste große europäische Finale brachte. Nachdem Dragan Džajić nach Frankreich gewechselt war, übernahmen Spieler wie Vladimir Petrović, Dušan Savić, Srboljub Stamenković sowie Stürmer Zoran Filipović die Führung im Team.
Die erste Saison mit Gojko Zec an der Spitze war eine Demonstration der Stärke, und Roter Stern gewann die Meisterschaft mit 9 Punkten Vorsprung, dem bis dahin größten Vorsprung in der Geschichte der Liga. In der folgenden Saison wurde Roter Stern zwar nur Vizemeister, begann damit aber den Weg zu seiner großen Leistung im UEFA-Pokal 1978/79, wo sie sich bis in das Finale vorspielten.
Nach Siegen über Mannschaften wie Arsenal London, West Bromwich und Hertha BSC stand Roter Stern Belgrad zum ersten Mal in einem europäischen Pokalfinale. Dort trafen sie auf Borussia Mönchengladbach, das zwischen 1973 und 1980 in insgesamt fünf europäischen Finals spielte. Auf die Gladbacher warteten etwa 90.000 feurige Roter-Stern-Anhänger, aufgeputscht durch die 1:0-Führung von Miloš Šestić, jedoch gab das darauffolgende Eigentor durch Jurišić der Borussia für das Rückspiel einen psychologischen Vorteil. Dieses Spiel wurde im Rheinstadion in Düsseldorf ausgetragen, wo der Schiedsrichter einen fragwürdigen Elfmeter für die Gladbacher pfiff. Allan Simonsen besiegelte schließlich Roter Sterns Schicksal, und die „Fohlen-Elf“ gewann den Pokal.
Die erste Meisterschaft unter Stanković als Trainer wurde 1980 gewonnen, als Roter Stern knapp das Double verpasste. Der Titel wurde in der nächsten Saison verteidigt, jedoch folgte eine 11 Jahre lange Zeit ohne einen einzigen Pokalsieg, die längste in der Geschichte des Vereins, die jedoch im Frühjahr 1982 endete. Stanković wurde durch Stevan Ostojić ersetzt, und unter seiner Leitung erreichte der Verein zweimal das Viertelfinale des Europapokals der Landesmeister, so im Jahr 1981, als sie von Inter Mailand besiegt wurden, und im Jahr 1982, als sie gegen den belgischen Vertreter RSC Anderlecht verloren.
Es folgten historische Spiele wie gegen Udo Latteks FC Barcelona im Europapokal der Pokalsieger 1982/83. In beiden Spielen war Barcelona die bessere Mannschaft und Roter Stern wurde schließlich besiegt. Bemerkenswert war jedoch: Als Barcelonas Diego Maradona seinen zweiten Treffer durch einen Lupfer vor rund 100.000 Zuschauern im „Marakana“ erzielte, war das Belgrader Publikum so begeistert von dem Tor, dass sogar die loyalen Belgrader Fans Maradona applaudierten, bis dahin völlig unvorstellbar. Als im Jahr 1983 Gojko Zec die Mannschaft wieder übernahm, fand er nur einen Spieler aus seiner Meister-Generation von 1977 vor, Stürmer Miloš Šestić. Besonders nach dem Abgang von Petrović und Savić während der Saison 1982/83, wurde Šestić einer der Führungsspieler der neuen Roter-Stern-Generation, die Spieler wie Ivković, Elsner, die Brüder Boško und Milko Đurovski, Musemić, Milovanović, Janjanin sowie Mrkela beinhaltete. Gojko Zec wiederholte die Triumphe aus seinem vorherigen Mandat und Roter Stern gewann 1984 die Meisterschaft und 1985 den Pokal. Bevor die Ära von Gojko Zec endete, erreichte Roter Stern noch einmal das Viertelfinale des Europapokals der Pokalsieger 1985/86, verlor jedoch gegen Atlético Madrid, das schließlich bis ins Finale kam.

### 1986–1991: Der Weg nach Bari
Die Jahre von 1986 bis 1991 waren wohl die wichtigsten und erfolgreichsten in der Geschichte des Vereins. Der Weg von Roter Stern Belgrad zum Europapokal-Finale nach Bari sollte schließlich durch den ersten Gewinn des Europapokals der Landesmeister gekrönt werden und letztlich auch den Weltpokal nach Belgrad bringen.

#### Der Meisterplan

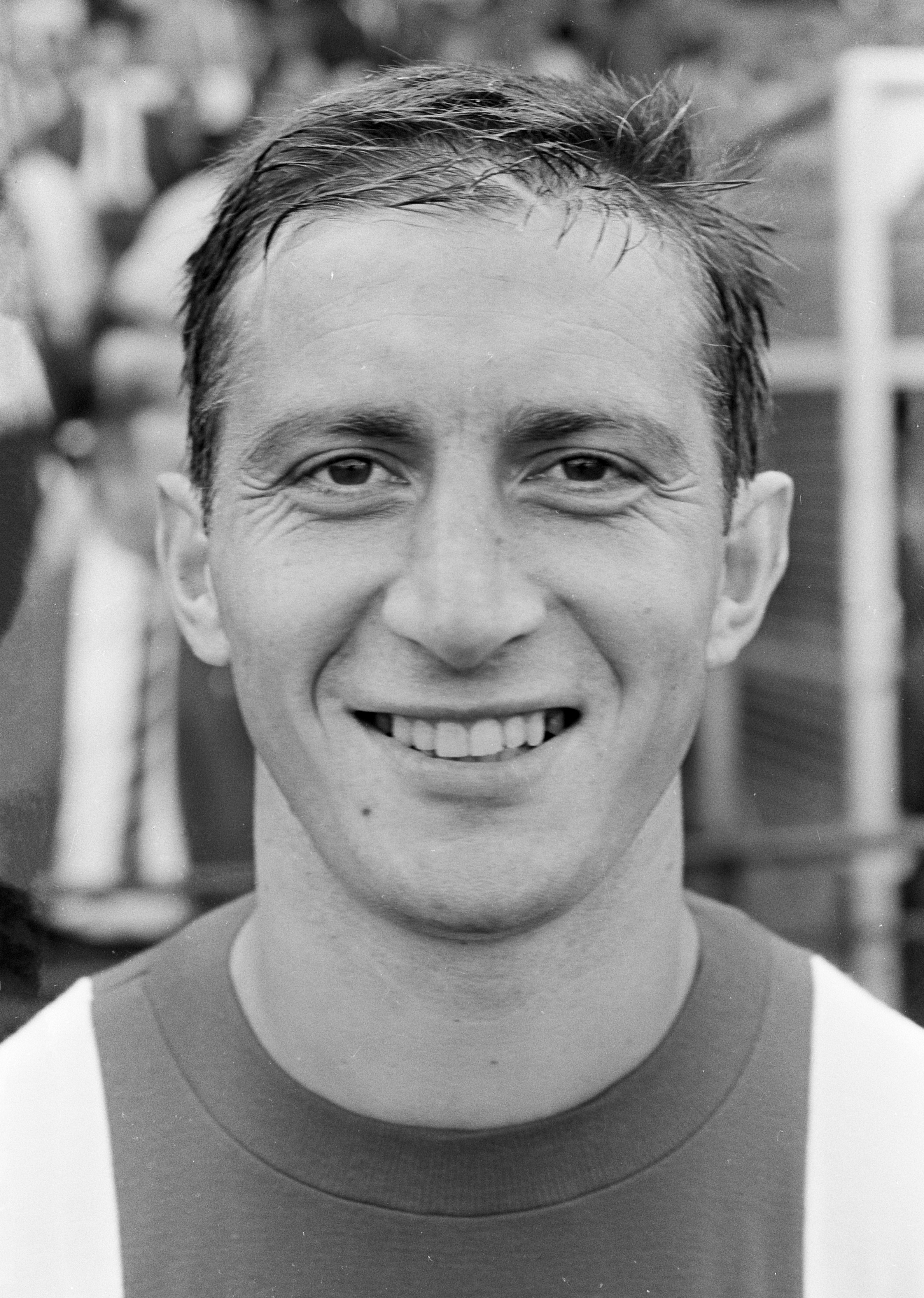
Roter Stern-Trainer Velibor Vasović als Spieler

Seit Mitte der 1980er-Jahre fanden legendäre Veränderungen im Verein statt. In den vergangenen zwei Jahrzehnten hatte Roter Stern bereits zahlreiche gute Ergebnisse im europäischen Fußball erzielt, und die Mannschaft bestand hauptsächlich aus Spielern, die aus der eigenen Jugend stammen, und die gelegentlich durch junge, talentierte Fußballer aus kleineren, hauptsächlich serbischen Klubs verstärkt wurde. Die neue Vereinsführung, angeführt vor allem von Dragan Džajić, aber auch von Vladimir Cvetković, beschloss jedoch, einen anderen Weg zu nehmen. Man entschied sich für die Auswahl der besten jugoslawischen Spieler, denn das Management hatte das Ziel, ein Team aufzubauen, das mit den stärksten europäischen Mannschaften um die Spitze im europäischen Fußball konkurrieren sollte.
Trotz der neuen Einkaufspolitik behielt der Verein seinen schnellen Spielstil und setzte weiterhin auf schnelle Stürmer und kreative Mittelfeldspieler. In diesem Sommer wurde Velibor Vasović Trainer und Roter Stern wurde von einer Reihe von talentierten jungen Spielern verstärkt. Der erste Schritt in Richtung Europapokalgewinn war die Verpflichtung der Stürmern Borislav Cvetković und Milivoj Bračun, des Abwehrspielers Slobodan Marović sowie des Spielmachers Dragan Stojković von Radnički Niš, eines der besten jugoslawischen Fußballers aller Zeiten, und von Torhüter Stevan Stojanović aus der eigenen Jugend.
1987 wurde schließlich ein Fünf-Jahres-Plan des Vereins entwickelt, dessen Hauptziel es war, den Europapokal der Landesmeister zu gewinnen. Alles, was geplant wurde, sollte auch schließlich erreicht werden. Im Europapokal der Landesmeister 1986/87 kam schließlich die erste große Herausforderung auf Roter Stern Belgrad zu, denn sie trafen auf Spaniens Giganten Real Madrid mit seinen Stars Hugo Sánchez und Emilio Butragueño. Im „Marakana“ gewann Roter Stern schließlich vor einem begeisterten Publikum mit 4:2, verlor jedoch das Rückspiel mit 0:2 und schied aufgrund der Auswärtstorregel aus dem Pokal aus. Die Vereinsführung baute schließlich weiterhin an einem „Dream Team“ und verpflichtete Dragiša Binić, der später zu einem der schnellsten Stürmer Europas werden sollte, sowie Robert Prosinečki, einen der begabtesten jugoslawischen Spieler, der später auch mit der Nationalmannschaft die Junioren-Fußballweltmeisterschaft 1987 gewann und zum besten Spieler des Turniers gewählt wurde. Des Weiteren nahm Roter Stern den neuen jugoslawischen Nationalspieler Refik Šabanadžović unter Vertrag, ebenso wie die Offensivspieler Dejan Savićević und Darko Pančev, die noch besten verbleibenden Spieler in der Liga sowie den talentierten Abwehrspieler Ilija Najdoski.

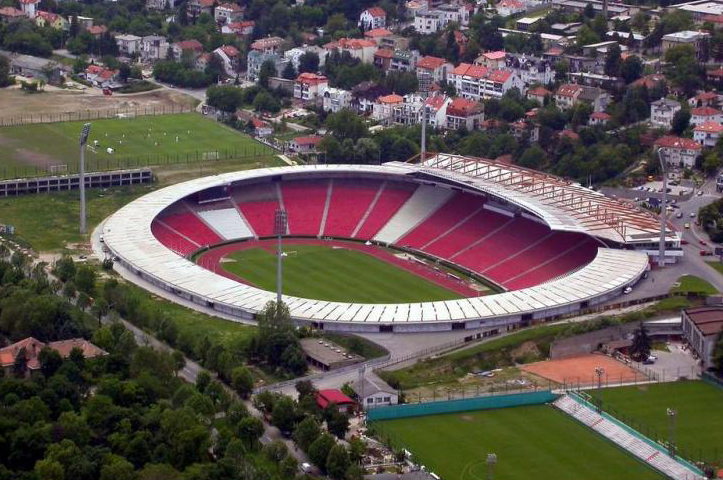
Das „Marakana“ erlebte 1988 zwei Spiele gegen den AC Milan innerhalb von zwei Tagen.

Wie stark und bereit Roter Stern Belgrad für Höchstleistungen bereits zu dieser Zeit war, zeigte sich schon in der nachfolgenden Saison. 1988 erwartete Belgrads „Marakana“ ein weiteres Super-Spektakel mit einem bis dahin unerwarteten Ereignis. Im Europapokal der Landesmeister 1988/89 spielte Roter Stern Belgrad im Achtelfinale gegen Arrigo Sacchis AC Mailand, gespickt mit dem niederländischen Europameister-Trio Ruud Gullit, Marco van Basten und Frank Rijkaard, die absoluten Superstars zu dieser Zeit sowie weiteren Stars, darunter Roberto Donadoni, Carlo Ancelotti, Franco Baresi, Mauro Tassotti, Alessandro Costacurta und Paolo Maldini. Der AC Mailand war zu dieser Zeit die absolute Macht im europäischen Fußball und die absolut größte Herausforderung für den Verein, aber im San Siro schockte Roter Stern Belgrad die „Rossoneri“ durch ein Tor von Dragan Stojković und erreichte ein hochverdientes 1:1. Im Rückspiel in Belgrad kamen die Italiener in höchste Schwierigkeiten, als Savićević Roter Stern vor 100.000 fanatischen Fans in Führung schoss. Doch zum Glück für die Mailänder wurde das Spiel in der 64. Minute vom Schiedsrichter, trotz Belgrader Proteste, wegen zu dichten Nebels abgebrochen. Das Spiel wurde am nächsten Tag wiederholt. Van Basten brachte den AC Mailand in Führung, doch bald darauf schoss Stojković den Ausgleich. Das Spiel ging schließlich ins Elfmeterschießen, in dem sich die Italiener mit 4:2 durchsetzten und am Ende auch den Europapokal der Landesmeister gewannen.
Die Meisterschaft verlor Roter Stern in dieser Saison an Vojvodina Novi Sad. Schließlich wurde die Konzentration auf den Gewinn des UEFA-Pokal 1989/90 gelegt. Nach Siegen über Galatasaray Istanbul und den FK Žalgiris aus Litauen spielte das Team von Dragoslav Šekularac in der dritten Runde gegen den 1. FC Köln. In Belgrad gewann Roter Stern vor etwa 100.000 Zuschauern durch zwei Tore von Savićević mit 2:0, in Köln verlor die Mannschaft jedoch mit 0:3.
Bereits zuvor verpflichtete Belgrad mit dem ehemaligen Europapokalsieger Miodrag Belodedić einen erfahrenen Spieler, der gegen Köln spielen sollte. Doch als Ceaușescu noch an der Macht war, lief Belodedić 1988 von Rumänien nach Jugoslawien über und Roter Stern nahm ihn auf, jedoch suspendierte ihn die UEFA auf der Grundlage von fehlenden Daten, doch schon bald wurde Belodedić grünes Licht gegeben. 1990 wurde Šekularac durch Ljupko Petrović ersetzt, der Mann, der mit Vojvodina ein Jahr zuvor die Meisterschaft gewann. Er brachte Roter Sterns talentierten Jugendspieler Vladimir Jugović in die erste Mannschaft, und bald sollte auch Siniša Mihajlović seinem ehemaligen Meister-Trainer folgen. Jedoch wurde Roter Stern ernsthaft durch den Weggang von Dragan Stojković, der zweifellos zu den besten „10er-Spielmachern“ der Welt gehörte, was er auch schließlich während der Fußball-Weltmeisterschaft 1990 bewies, deutlich geschwächt. Stojković wechselte zu Olympique Marseille, ohne zu ahnen, dass er bereits im Mai des nächsten Jahres seine ehemaligen Mannschaftskollegen wiedersehen sollte. Obwohl ohne seinen Kapitän, gewann Roter Stern problemlos die Meisterschaft und die Zeit war schließlich reif für das sorgfältig zusammengestellte Team, sich auf höchstem Niveau zu beweisen, auch wenn dies durch die politische Situation in Jugoslawien keine leichte Aufgabe war.

#### Das erste Spektakel

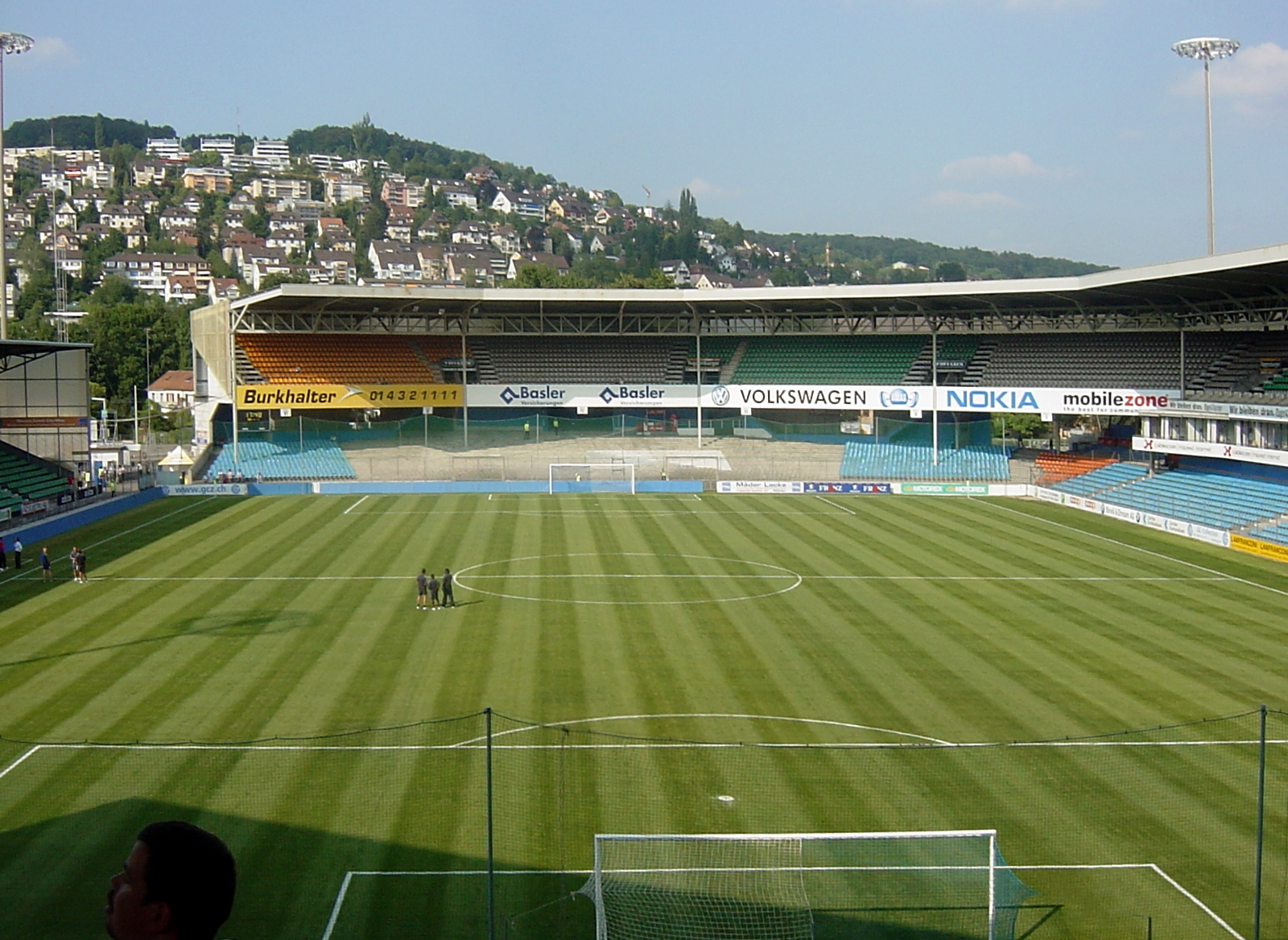
Das Hardturm-Stadion, abgerissen 2008.

In der ersten Runde des Europapokals der Landesmeister 1990/91 wurden die Grasshoppers Zürich als Gegner von Roter Stern Belgrad ausgelost. Der Schweizer Klub, trainiert von Ottmar Hitzfeld und angeführt von Spielern wie Alain Sutter und Ciriaco Sforza, ging durch Peter Közle in Führung, Stürmer Dragiša Binić konnte den Ausgleich erzielen. Mit dem Endergebnis von 1:1 hatte die Mannschaft von Ljupko Petrović die Chance, durch einen Sieg im Zürcher Hardturm-Stadion in die nächste Runde einzuziehen. Mittelfeldspieler Robert Prosinečki, der kurz zuvor zum besten Jugendspieler der Fußball-Weltmeisterschaft 1990 gewählt wurde, erzielte dort mit zwei Treffern seine ersten dieser Europapokalsaison. Es folgten zwei weitere Tore durch Darko Pančev und Duško Radinović sowie Közles zweiter Treffer gegen die Jugoslawen.
Nach dem 4:1-Sieg empfing Belgrad den schottischen Rekordmeister Glasgow Rangers. Im ausverkauften „Marakana von Belgrad“ und unterstützt durch seine Anhänger, die Delije (Делиjе), gewann die Heimmannschaft. Innerhalb weniger Minuten führte Belgrad durch ein Eigentor von John Brown sowie durch ein Freistoßtor von Prosinečki mit 2:0. Schließlich traf noch Pančev zum 3:0-Endstand, ein positiver Ausgangspunkt für die Begegnung in Schottland. Während des Rückspiels im Ibrox Park traf Pančev erneut, diesmal durch einen Fallrückzieher. Der Glasgower Ally McCoist konnte ausgleichen; das 1:1-Unentschieden brachte Roter Stern einen 4:1-Gesamtsieg und damit den Einzug in die nächste Runde.

#### Deutschland-Tour – Von Dresden nach München

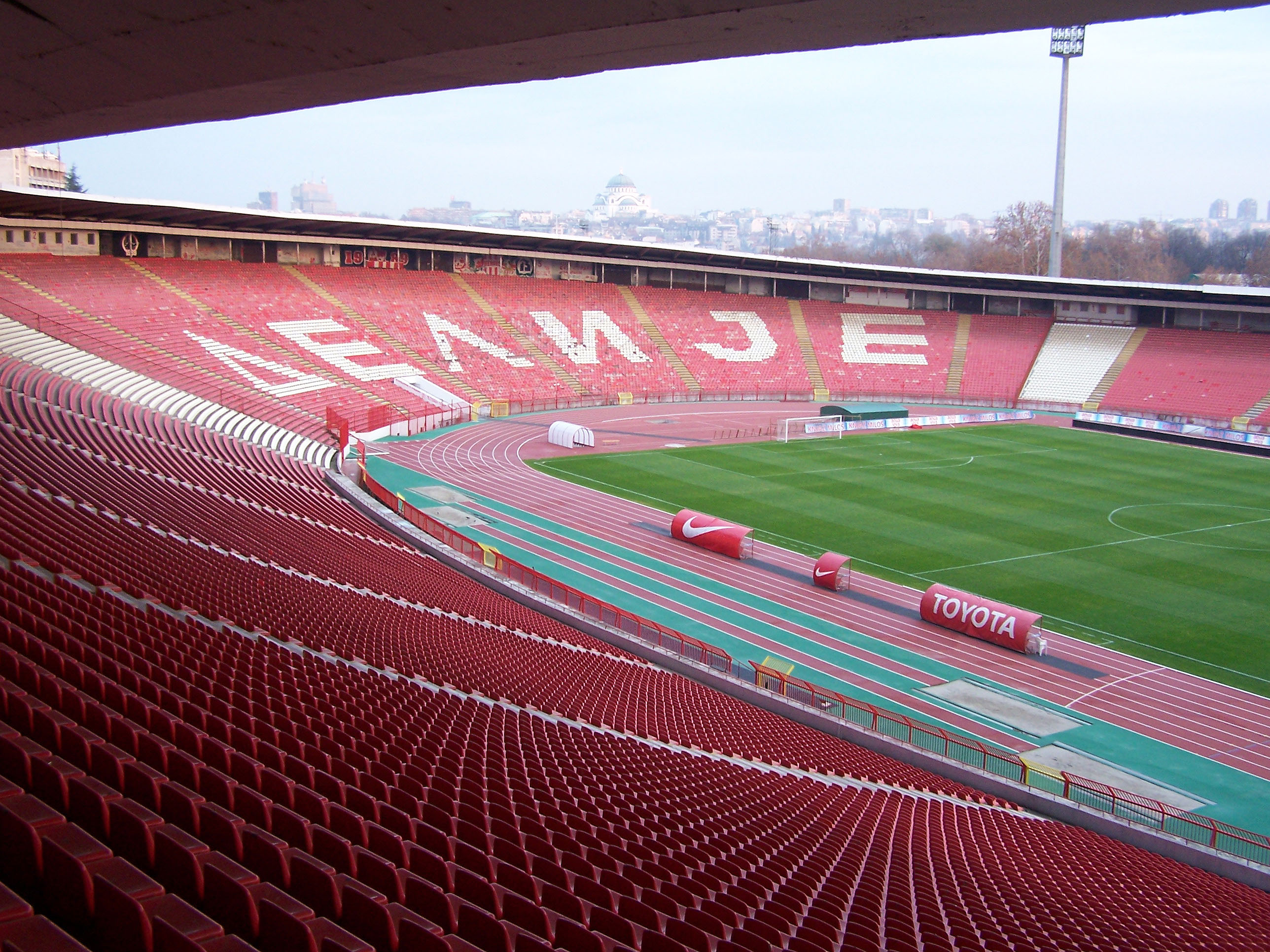
Die Nord-Tribüne des Roter-Stern-Stadions, die Seite, auf der das entscheidende Tor zum Finaleinzug fiel.

Roter Stern setzte seine beeindruckende Form im Viertelfinale des Europapokals fort. Der Klub begann seine „Deutschland-Tournee“, verstärkt durch Siniša Mihajlović vom amtierenden jugoslawischen Meister Vojvodina Novi Sad (der 2.000.000 Mark kostete, was zu dieser Zeit einer der teuersten Transfers war), gegen den letzten DDR-Meister Dynamo Dresden. Das Spiel war vom Belgrader Publikum hoch erwartet und in der Fußball-Hölle „Marakana“ – das Szenario war dasselbe wie gegen Glasgow – wurde der Rivale vor frenetischen 100.000 Roter-Stern-Fans (um das Stadion waren weitere 20.000 Fans) überrannt und durch ein Freistoßtor von Robert Prosinečki sowie zwei Tore durch Dragiša Binić und Dejan Savićević mit 3:0 besiegt. Bemerkenswert war vor allem die Stadion-Atmosphäre, die eine der besten in der Geschichte von Roter Stern war.

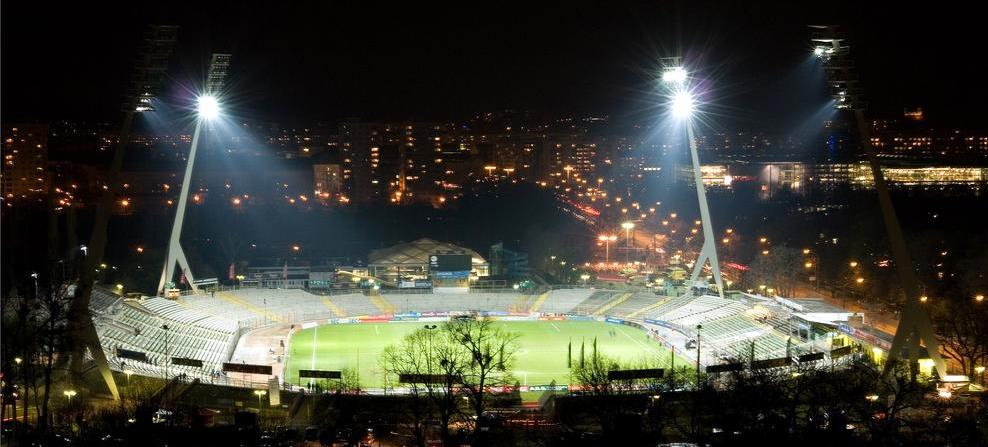
Das ehemalige Rudolf-Harbig-Stadion

Das Rückspiel in Dresden hatte für Roter Stern einen schlechten Anfang, denn Torsten Gütschows schnelles Führungstor gab den Ostdeutschen Hoffnung, allerdings gelang es ihnen, durch Tore von Dejan Savićević und Darko Pančev das Ergebnis umzudrehen. Das Spiel im Rudolf-Harbig-Stadion wurde schließlich wegen Zuschauerausschreitungen vom spanischen Schiedsrichter Emilio Soriano Aladrén beim Stand von 1:2 in der 78. Minute abgebrochen. Aus der Dresdner Fan-Kurve waren Feuerwerkskörper und Wurfgeschosse auf den Rasen geworfen worden, und die Polizei musste gegen die Randalierer Wasserwerfer einsetzen. Das Spiel wurde mit 0:3 gewertet und brachte Roter Stern einen 6:0-Gesamtsieg sowie das insgesamt dritte Halbfinale im Europapokal der Landesmeister, wo sie schließlich auf den deutschen Rekordmeister FC Bayern München und seine amtierenden Fußball-Weltmeister trafen.

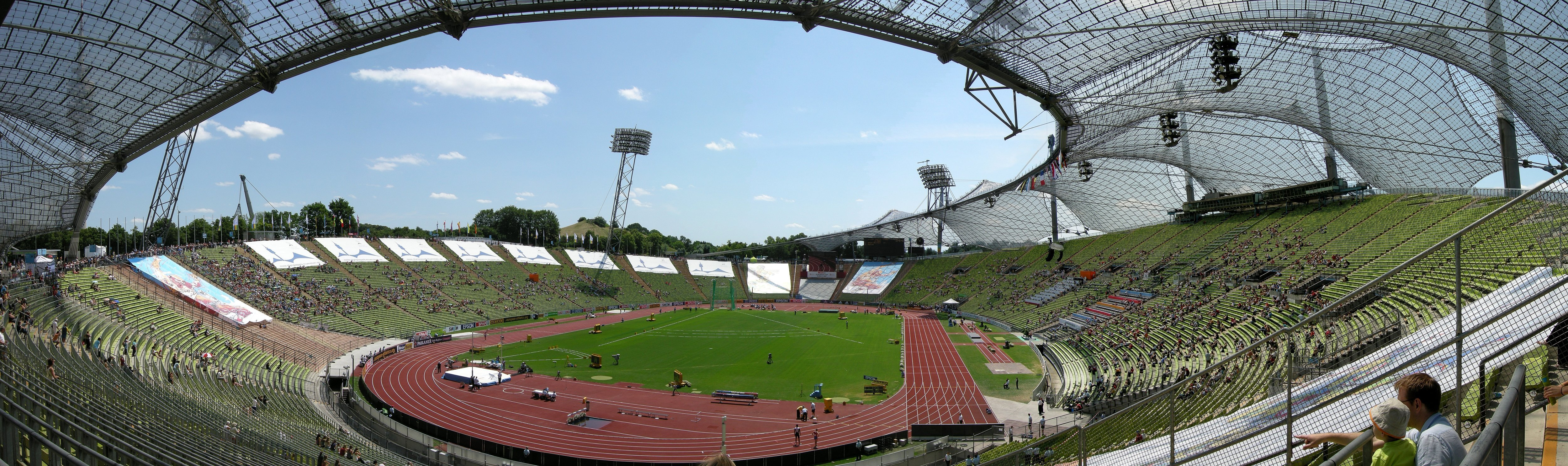
Das Olympiastadion in München, in dem Roter Stern das Halbfinal-Hinspiel gegen den FC Bayern München mit 2:1 gewann

Obwohl Roter Sterns Erfahrungen mit den Bayern schlecht waren, strahlten im Verein alle voller Optimismus, vor allem Vereinslegende und Sportdirektor Dragan Džajić, der einen Sieg in München ankündigte. Die Führung durch Roland Wohlfarth gab den Bayern nur einen kurzfristigen Vorteil, denn Roter Stern ergriff im Olympiastadion die Initiative und schlug zurück mit einem Tor durch Darko Pančev. Dann in der 70. Minute durchbrach Belgrads Abwehr einen Bayern-Angriff. Pančev passte zu Savićević, der schließlich Jürgen Kohler und Raimond Aumann davonlief und den zweiten Treffer für Roter Stern zum 2:1-Endstand erzielte. Die etwa 15.000 Roter-Stern-Belgrad-Anhänger feierten in der Nordkurve des Stadions diesen historischen Sieg. Letztendlich begann sich langsam das Tor zu Europas Fußball-Thron für den Verein aus Belgrad zu öffnen.
Im Rückspiel wurden die Bayern von Roter Sterns „Delije“ mit einer historischen Pyro-Show rund um das ganze Stadion in Empfang genommen. Doch kurz zuvor stand Jugoslawien in der Tat am Rande eines Bürgerkriegs, als im März 1991 die ersten bewaffneten Zusammenstöße des Krieges begannen. Als Beginn des Krieges gelten je nach Sichtweise auch schon Zusammenstöße zwischen Fans von Dinamo Zagreb und Roter Stern Belgrad in Zagreb am 13. Mai 1990. Roter Sterns Mittelfeldspieler Siniša Mihajlović (aus Borovo Selo) schoss Roter Stern mit einem Freistoßtor in der ersten Halbzeit in Führung. Doch dann ging Klaus Augenthalers Freistoß durch die Arme von Torhüter Stevan Stojanović und fünf Minuten später traf schließlich Manfred Bender zur 2:1-Führung. Somit war Bayerns Hinspielniederlage ausgeglichen. In den verbleibenden 30 Minuten gab es eine Reihe von Chancen auf beiden Seiten, doch als das Spiel in seine letzten Minuten ging, griff Roter Stern noch ein letztes Mal an.
Bis zur 90. Minute führten die Bayern mit 2:1 und hätten somit eine Verlängerung erzwungen. Dann passierte aber ein historischer Moment: Nach einem Doppelpass zwischen Vladimir Jugović und Darko Pančev kam der Ball zu Robert Prosinečki. Der lief über die linke Seite des Feldes und passte den Ball zurück zu Siniša Mihajlović. Nach dessen flacher Hereingabe in den Strafraum versuchte Klaus Augenthaler den Schuss abzufangen, doch fälschte er den Ball so unglücklich ab, dass dieser in hohem Bogen über den Kopf von Bayerns Torhüter Raimond Aumann ins Netz fiel und eine riesige Begeisterung im Stadion auslöste, denn mit einem 2:2 würde Roter Stern ins Finale einziehen. Der Schlusspfiff löste schließlich eine große Feier im Stadion und eine Platzsturm der Fans aus. Der 4:3-Gesamtsieg brachte Roter Stern, nach insgesamt drei Halbfinals, das erste Endspiel im Europapokal der Landesmeister, wo auf sie bereits der französische Meister Olympique Marseille wartete.

#### Europapokalsieg

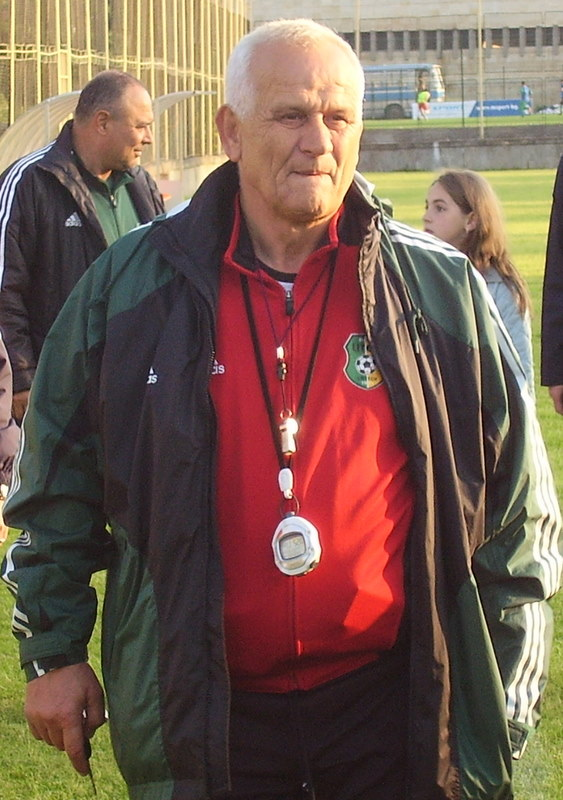
Erfolgscoach Ljupko Petrović gewann mit Roter Stern Belgrad den Europapokal der Landesmeister 1990/91 in Bari.

Das Finale des Europapokals der Landesmeister 1990/91 wurde im Stadio San Nicola in der italienischen Stadt Bari ausgetragen. Roter Stern kam nach Italien ungewöhnlich früh, und zwar ganze sechs Tage vor dem Finale. Das Team richtete seine Basis in der Stadt Monopoli, 40 km südöstlich von Bari ein. Dort residierten sie im Hotel Il Melograno und trainierten in den Einrichtungen des AC Monopoli. Aufgrund des großen Interesses der Medien und zahlreicher europäischer Spitzenvereine an den Spielern von Roter Stern Belgrad versuchte die Vereinsführung, ihren Fußballern die volle Konzentration auf das Finale zu gewährleisten. Die Spieler kamen sofort nach der Ankunft in eine Art Halb-Quarantäne, getrennt von ihren Frauen und Freundinnen, und ohne die Möglichkeit, Anrufe im Hotel in Empfang zu nehmen, jedoch in der Lage, ausgehende Anrufe zu tätigen. In den kommenden Tagen war Roter Stern auch von einem großen Gefolge, bestehend aus ehemaligen Spielern und Trainern sowie Freunden des Vereins begleitet, die alle geschlossen und konzentriert daran arbeiteten, den Pokal nach Belgrad zu holen. Darunter waren Vereins-Legenden wie Rajko Mitić und Dragoslav Šekularac, ehemalige Spieler wie Srđan Mrkušić, Stanislav Karasi, der Ex-Trainer Milorad Pavić sowie zahlreiche serbische Prominente und Persönlichkeiten des öffentlichen Lebens, wie z. B. die Schauspieler Ljuba Tadić und Ivan Bekjarev sowie der Musiker und Poet Bora Đorđević, besser bekannt als der Sänger der Rockband Riblja čorba. Schließlich konnte Roter Stern-Trainer Ljupko Petrović seine Spieler intensiv auf die bevorstehende Begegnung mit Olympique Marseille vorbereiten.
Nachdem der ambitionierte Bernard Tapie 1985 das Amt des Vereinspräsidenten von Marseille übernommen hatte, investierte der Klub in den folgenden Jahren viel Geld für die Neuverpflichtungen von Spielern mit internationalem Format. Fürs Finale standen Marseille dementsprechend Spieler wie Manuel Amoros, Chris Waddle, Basile Boli, Jean Tigana, Dragan Stojković, Abédi Pelé und insbesondere Jean-Pierre Papin zur Verfügung, alle unter dem Kommando von Top-Trainer Raymond Goethals. Bis zum Zeitpunkt des Finales hatte Roter Stern 18 Tore in 8 Spielen erzielt, während der französische Meister 20 Tore geschossen hatte. Daher wurde für das 100. Finale eines europäischen Fußballwettbewerbs ein torreiches Spektakel erwartet. Dennoch entschied sich Petrović überraschend für eine Defensiv-Taktik. Nach 120 Minuten und nur wenigen Chancen auf beiden Seiten sollte die Entscheidung erst im Elfmeterschießen fallen. Im ersten Durchgang traf Robert Prosinečki gegen Pascal Olmeta, während Stevan Stojanović den Schuss von Manuel Amoros parieren konnte. Es zeigte sich später, dass dies die entscheidende Situation des Spiels war. Es folgten die Treffer in folgender Reihenfolge: Dragiša Binić (Roter Stern), Bernard Casoni (Marseille), Miodrag Belodedić (Roter Stern), Jean-Pierre Papin (Marseille), Siniša Mihajlović (Roter Stern) und Carlos Mozer (Marseille). Die Chance zum entscheidenden Treffer bekam Stürmer Darko Pančev, der Gewinner des europäischen Goldenen Schuhs 1991 als bester Torjäger Europas; er erzielte schließlich das Tor und brachte den Europapokal-der-Landesmeister-Titel zum ersten Mal nach Jugoslawien bzw. Serbien.
Roter Stern Belgrad gewann das Elfmeterschießen am 29. Mai 1991 vor 60.000 Zuschauern und einem Millionenpublikum mit 5:3. Der Erfolg wurde in Jugoslawien sehr gefeiert, jedoch war der Finalsieg einer der letzten sportlichen Erfolge Jugoslawiens.

#### Weltpokalsieg – Made in Japan
Als Meister Europas spielte Roter Stern Belgrad um den europäischen Supercup und um den Weltpokal, der schon seit einem Jahrzehnt in Tokio ausgetragen wurde. Üblicherweise bestand der Supercup aus zwei Spielen, jedoch fand nur ein Spiel gegen Manchester United, und zwar im Old Trafford, statt, aufgrund des Krieges, der bereits in Jugoslawien begonnen hatte. Obwohl Roter Stern Belgrad den größten Teil des Spiels kontrollierte sowie vor allem Dejan Savićević im Theatre of Dreams glänzte, fiel nur ein einziges Tor durch den Schotten Brian McClair, und Manchester gewann letztlich mit 1:0.
Im Olympiastadion von Tokio sah Roter Stern Belgrad die Chance, das Jahr mit einem weiteren internationalen Titel zu krönen. Gegner war der chilenische Verein Colo-Colo, der die Copa Libertadores gewonnen hatte. Auf der Trainerbank der Mannschaft aus Santiago de Chile saß Mirko Jozić, unter dessen Führung Jugoslawien die Junioren-Fußballweltmeisterschaft 1987 gewonnen hatte und Robert Prosinečki zum besten Spieler des Turniers gewählt wurde. Allerdings verließ Prosinečki das Team nach dem Gewinn des Europapokals der Landesmeister für 15 Mio. Euro zu Real Madrid, bis dahin einer der teuersten Transfers in der Geschichte des Fußballs, ebenso wie Stevan Stojanović, Slobodan Marović, Refik Šabanadžović und Dragiša Binić.
In der ersten Halbzeit des Spiels brachte Vladimir Jugović, der jüngste im Kader, die Mannschaft aus Belgrad in Führung. Doch Roter Stern Belgrad setzte seine Überlegenheit fort, trotz des Ausschlusses von Dejan Savićević kurz vor der Halbzeit, und konnte einen weiteren Sieg einfahren. Zum Zeitpunkt der roten Karte hatte Belgrad bereits einen Vorsprung durch das Tor von Jugović, jedoch erzielte er sein zweites Tor, was ihm schließlich auch den Toyota-Preis brachte, der für den besten Spieler der Partie bestimmt war. Letztendlich traf noch Stürmer Darko Pančev, und der Verein feierte einen eindeutigen 3:0-Sieg. An diesem 8. Dezember 1991 hatte Roter Stern Belgrad alles, was ein Fußballverein nur erreichen konnte, er war Europapokalsieger der Landesmeister und Weltpokalsieger und damit auf dem Höhepunkt seines Ruhmes.

### 1992–1998: Niedergang

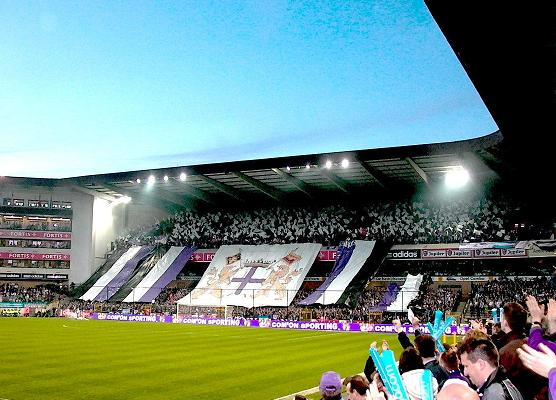
Im Constant-Vanden-Stock-Stadion endete die lange Ära von Roter Stern im Europapokal.

Roter Stern Belgrad nahm als Titelverteidiger und Landesmeister Jugoslawiens am Europapokal der Landesmeister 1991/92 teil. Auf Anweisung der UEFA durfte der Verein jedoch den Pokal aufgrund des bereits ausgebrochenen Jugoslawienkrieges nur durch Spiele außerhalb des Landes verteidigen. Schließlich trug Roter Stern seine Spiele in den ungarischen Städten Szeged und Budapest sowie in der bulgarischen Hauptstadt Sofia aus. Auf den Weg in die Gruppenphase besiegten sie den Portadown FC sowie Apollon Limassol. Die Gruppenphase begann für den Verein mit einer Auswärts-Niederlage gegen Sampdoria Genua, die vom Serben Vujadin Boškov trainiert wurde und mit ihm bereits den Europapokal der Pokalsieger 1989/90 gewann. Es war die erste Niederlage für Roter Stern Belgrad nach insgesamt 17 Spielen, die fünftlängste Serie eines Vereins ohne eine Niederlage in einem europäischen Fußball-Wettbewerb.
Schließlich folgten Siege gegen RSC Anderlecht in Ungarns Hauptstadt Budapest sowie gegen Panathinaikos Athen in beiden Spielen. Das entscheidende Spiel um den Finaleinzug fand gegen Sampdoria Genua in Sofia statt, als Roter Stern Belgrad nach einer 1:0-Führung noch mit 1:3 besiegt wurde und die Italiener ins Finale des Europapokals der Landesmeister einzogen. Das Ende einer langen Ära, in der Roter Stern Belgrad 22-mal im Europapokal überwinterte und 24 Saisons hintereinander dort vertreten war, endete mit der 2:3-Niederlage in einem bedeutungslosen Spiel gegen den RSC Anderlecht in Brüssel, im Constant-Vanden-Stock-Stadion.
Zwar konnte noch die Meisterschaft 1992 gewonnen und somit zum zweiten Mal seit der Miljanić-Ära ein Meisterschafts-Hattrick erzielt werden, jedoch war allen klar, dass dem Verein sehr harte Zeiten bevorstanden. Schließlich wurde Roter Stern seit dem Sieg im Europapokal der Landesmeister 1990/91 von praktisch der ganzen Mannschaft verlassen. Robert Prosinečki wechselte zu Real Madrid, Dejan Savićević zu AC Mailand, Darko Pančev zu Inter Mailand, Siniša Mihajlović zur AS Rom, Miodrag Belodedić zum FC Valencia und Vladimir Jugović zu Sampdoria Genua. Des Weiteren gingen Ilija Najdoski, Vlada Stošić, Rade Tošić und Milorad Ratković nach Spanien, Stevan Stojanović nach Belgien, Slobodan Marović und Duško Radinović nach Schweden, Refik Šabanadžović nach Griechenland, Dragiša Binić nach Tschechien und Trainer Ljupko Petrović nach Uruguay. Es war bis dahin ein einzigartiger Ausverkauf einer Spitzen-Mannschaft und ein beispielloser Zerfall eines europäischen Fußballgiganten auf unbestimmte Zeit.
Roter Stern wurde durch den Verlust seiner gesamten Erfolgs-Generation stark geschwächt, und der Zerfall des Landes, der jahrelange Krieg, die UN-Sanktionen und deren wirtschaftliche Auswirkungen sowie der UEFA-Ausschluss trafen den Verein ziemlich hart. Schließlich folgte eine Reihe von Meisterschaftssiegen durch den Stadtrivalen Partizan Belgrad. 1994 kehrte Erfolgscoach Ljupko Petrović zurück und der 14. Pokalsieg wurde von einer anderen Generation von Spielern 1995 gewonnen, darunter Dejan und Jovan Stanković, Darko Kovačević, Perica Ognjenović, Goran Đorović, Dejan Stefanović, Nenad Sakić, Bratislav Živković, Nebojša Krupniković, Dejan Petković, Zvonko Milojević und Mitko Stojkovski. Auf dem Weg zur Meisterschaft 1995 wurde im legendären 100. Belgrader Derby Rivale Partizan zu Hause vor 80.000 Zuschauern durch Tore von Darko Kovačević und Mitko Stojkovski mit 2:1 besiegt. Dennoch war es nur eine kurze Pause bis zum Sturz in die erfolglosen Jahre, und unter den Umständen zu jener Zeit war es schwer für den Verein, wieder den richtigen Weg zu finden. 1999 beendete Roter Stern die Meisterschaft als Dritter, was die schlechteste Platzierung in der Liga in den vergangenen 20 Jahren war. In der Zeit zwischen Mai 1992 und Mai 2000 wurde nur eine Meisterschaft gefeiert, allerdings gewann man fünfmal den Pokal und hatte ein paar erfolgreiche Spiele in den europäischen Wettbewerben.
Die schwierige Rückkehr nach Europa
Während der Saison 1994/95 erlaubte die UEFA allen jugoslawischen Fußballvereinen, wieder am Europapokal teilzunehmen, während die jugoslawische Fußballnationalmannschaft weiterhin ausgeschlossen blieb. Allerdings fielen die jugoslawischen Fußballvereine in der UEFA-Fünfjahreswertung weit zurück, weil sie wegen der Sperre keine Punkte sammeln konnten. Somit wurde Roter Stern Belgrad praktisch an das Ende der UEFA-Fünfjahreswertung bzw. UEFA-Klubrangliste platziert und musste im UEFA-Pokal bereits in der ersten Runde starten.
Das erste internationale Spiel war ein Testspiel gegen Olympiakos Piräus in Belgrad, das von Roter Stern mit 4:1 gewonnen wurde. Eine große Fahne mit der Aufschrift „Welcome Orthodox Brothers“ („Willkommen orthodoxe Brüder“) war eine Willkommensgeste gegenüber den griechischen Fans und Spielern seitens der Belgrader Fans. Seit dieser Begegnung gibt es eine enge Freundschaft zwischen diesen beiden Vereinen und ihren Anhängern. Das erste offizielle Spiel in einem europäischen Wettbewerb fand am 8. August 1995 im Rahmen des UEFA-Pokals 1995/96 gegen Xamax Neuchâtel statt. Trotz aller Probleme wurde die neue Roter-Stern-Generation daheim von 60.000 Fans begrüßt, aber nach zahlreichen verpassten Chancen wurde Roter Stern mit einem Last-Minute-Tor bestraft und verlor erstmals seit dem Europapokal der Pokalsieger 1985/86, also seit zehn Jahren, wieder ein Heimspiel. Im Rückspiel fielen keine Tore und Roter Stern Belgrad schied bereits in der ersten Runde aus, was bis dahin in der ganzen Vereinsgeschichte noch nie geschehen war.
Nachdem die erste Saison im Europapokal für den Verein eine Enttäuschung war, verlief die zweite Saison vielversprechender. Zur neuen Spielzeit 1996/97 wurde Vladimir Petrović als Trainer verpflichtet. Mit ihm und einer neuen Generation von Spielern wie Dejan Stanković, Perica Ognjenović und Zoran Njeguš besiegte Roter Stern im Europapokal der Pokalsieger 1996/97 Heart of Midlothian aus Schottland, und nach einer 0:1-Niederlage in Kaiserslautern konnte Roter Stern das Rückspiel in der Nachspielzeit mit drei Toren entscheiden. Die Belohnung für den 4:0-Sieg über den zukünftigen deutschen Meister 1. FC Kaiserslautern war das Duell im Achtelfinale gegen den FC Barcelona. Die Katalanen unter der Leitung von Trainer Bobby Robson und Co-Trainer José Mourinho waren gespickt mit Stars wie Ronaldo, Luís Figo, Christo Stoitschkow, Pep Guardiola, Gheorghe Popescu und Luis Enrique, die stärkste Mannschaft des Wettbewerbs, was sie schließlich auch mit dem Gewinn des Pokals bestätigte. Zwar verlor Roter Stern in Barcelona mit 1:3, aber die Mannschaft gab sich nicht auf. In Belgrad ging Roter Stern durch Zoran Jovičić in Führung, aber Giovanni glich aus, und Barcelona rettete sich über die Zeit.

### 1998–2004: Das neue Jahrtausend
Um die Jahrtausendwende konnte Roter Stern wieder nationale Erfolge feiern. Aufgrund der schwierigen finanziellen Lage war es dem Verein seit dem Zusammenbruch des Landes jedoch kaum mehr möglich, das Niveau von früher zu erreichen, da die besten Spieler anfangs jährlich ins Ausland abwanderten, um die folgende Saison zu finanzieren. Dazu versetzten der Kosovokrieg und die NATO-Luftangriffe auf Jugoslawien dem Land und seinem Fußball nochmal einen schweren Schlag. Roter Stern konnte trotz der schwierigen Situation in der Spielzeit 1998/99 den Pokal durch einen Sieg über Partizan für sich entscheiden. Doch nach einem schlechten Start in die Saison 1999/00 wurde Trainer Miloljub Ostojić entlassen und durch Slavoljub Muslin ersetzt. Als Mitglied der glorreichen Generation, die im UEFA-Pokal 1978/79 das Finale erreichte, brachte er eine frische Philosophie in die Mannschaft und Roter Stern konnte das Double gewinnen. In der Saison 2000/01 gelang es Roter Stern, die Meisterschaft zu verteidigen, sie verloren aber das Pokalfinale gegen Partizan. Während dieser Zeit nahm Roter Stern Belgrad auch zum ersten Mal an der Qualifikation zur Champions League teil, die seit der Saison 1992/93 den Europapokal der Landesmeister ersetzt.
Während der Champions League 2000/01 spielte Roter Stern in der letzten Qualifikationsrunde gegen Dynamo Kiew, schied jedoch nach einem 0:0 in Kiew und einem 1:1 in Belgrad aus. Am 22. Dezember 2001 verloren Roter Stern Belgrad und die jugoslawischen Nationalmannschaft auf tragische Art und Weise einen ihrer Spieler. Jovan Gojković, der für Roter Stern von 1997 bis 2000 spielte, starb bei einem Autounfall in Belgrad. Er wurde nur 26 Jahre alt. In der Champions League 2001/02 scheiterte man erneut in der letzten Runde an Bayer Leverkusen, den späteren Finalisten des Wettbewerbs. Muslin verließ Roter Stern im September 2001, nachdem Roter Stern begann, die nächsten zwei Meisterschaften an Partizan zu verlieren, und wurde durch Zoran Filipović ersetzt. Im UEFA-Pokal 2002/03 scheiterte man knapp an Lazio Rom. 2003 kehrte Slavoljub Muslin als Trainer von Roter Stern Belgrad zurück. In der Saison 2003/04 hat der Verein einen neuen Rekord aufstellen können, denn dank seiner starken Defensivleistung, in der vor allem der junge Nemanja Vidić überzeugen konnte, kassierte Roter Stern nur 13 Tore in 30 Spielen und gewann schließlich die Meisterschaft.

### 2004–2013: Sportliche und finanzielle Krise
Das Jahr 2004 begann mit Ljupko Petrović, der zum dritten Mal in der Geschichte des Vereins das Traineramt übernahm. Trotz eines 3:2-Sieges gegen den PSV Eindhoven in der Champions League 2004/05 schied Roter Stern durch eine 0:5-Auswärtsniederlage aus, was die höchste Niederlage in der Geschichte des Vereins in einem europäischen Wettbewerb bedeutete. Noch immer unter Schock, scheiterte man anschließend im UEFA-Pokal gegen Zenit St. Petersburg. Schließlich verlor man auch den Kampf um die Meisterschaft an Partizan. Roter Stern beendete diese unglückliche Saison mit einer Niederlage im Pokal-Finale. 2005 verließ Dragan Džajić den Sessel des Präsidenten und gab seine Funktion nach mehr als 20 Jahren an der Spitze des Vereins an Dragan Stojković ab. In derselben Saison übernahm Walter Zenga und damit zum ersten Mal in der Vereinsgeschichte ein Ausländer das Amt des Trainers. In der Saison 2005/2006 holte Roter Stern das Double, kam aber im UEFA-Pokal nicht über die Gruppenphase hinaus. Jedoch wurden europäische Topvereine auf Nikola Žigić aufmerksam, als er beim 3:1-Sieg gegen den AS Rom zwei von drei Toren selbst erzielte und das dritte vorbereitete. Es gelang dem Verein, Žigić noch zu halten. In der UEFA Champions League 2006/07 traf Roter Stern auf den AC Mailand und Superstar Kaká. Die Rossoneri gewannen im Giuseppe-Meazza-Stadion mit 1:0 und in Belgrad mit 2:1, beide Spiele hatten einen Hauch der legendären Spiele aus den späten 1980er Jahren. Roter Stern war ein gutes Omen für Mailand, weil sie wie damals, nachdem sie Roter Stern besiegt hatten, den Pokal gewannen, genau wie 18 Jahre zuvor, als in beiden Aufeinandertreffen Paolo Maldini dabei war. Durch das Ausscheiden in der Champions-League-Qualifikation zog es viele Stammkräfte von Roter Stern, darunter auch Žigić, ins Ausland. Diese Verluste mussten kompensiert werden, doch dies gelang nicht auf Anhieb. Roter Stern schied noch vor der Gruppenphase aus dem UEFA-Pokal aus, es fehlten einfach zu viele Stammkräfte. Es wurde daraufhin versucht, nach und nach die Lücken in der Mannschaft mit eigenen Jugendspielern und Verpflichtungen sowohl aus der heimischen Liga wie auch aus dem Ausland zu schließen.
In der Saison 2007/08 befand sich Roter Stern noch unter den besten 16 Mannschaften in der ewigen UEFA-Rangliste, unmittelbar hinter Dynamo Kiew und vor Celtic Glasgow und der PSV Eindhoven. Die UEFA Champions League 2007/08 war Roter Sterns letzter Versuch, sich für die Champions League zu qualifizieren. Der Gegner war Glasgow Rangers, und in Belgrad kamen Erinnerungen an die glorreichen Europapokal-Spiele gegen die Schotten während des Europapokals der Landesmeister 1990/91 auf, aber dieses Mal scheiterte Roter Stern knapp und landete somit im UEFA-Pokal. Dort konnte sich Roter Stern Belgrad durch 1:0-Siege gegen den polnischen Vertreter Groclin Grodzisk für die Gruppenphase des UEFA-Pokals qualifizieren. Dort war es jedoch nicht zu Ende mit den Erinnerungen, denn während des UEFA-Pokals 2007/08 spielte man in der Gruppenphase gegen den FC Bayern München, 16 Jahre nach dem legendären Europapokal-Halbfinale im Jahr 1991. Das Spiel gewann der FC Bayern mit 3:2.
Am 15. November 2007 erlitt die Vereins-Torwartlegende und Mitglied der Weltpokalsieger-Generation von 1991, Zvonko Milojević, bei einem Autounfall in Deutschland schwere Verletzungen und sitzt bis heute im Rollstuhl. In den Jahren 2008 und 2009 durchlebte der Verein die größte Krise seit der Vereinsgründung. Aufgrund der Verpflichtung vieler ausländischer Spieler und hoher Gehälter verschuldete sich der Verein in nur zwei Jahren um 23 Millionen Euro. Die Krise nahm ihren Anfang zu Beginn der Saison 2007/08. Der bis dahin amtierende Präsident Dragan Stojković trat nach dem Scheitern in der Qualifikation zur UEFA Champions League 2007/08 von seinem Amt zurück. Ihm folgten bis zur Saison 2009/10 drei Präsidenten: Toplica Spasojević (2007/08), Dan Tana (2008/09) und Vladan Lukić. Genauso schnell wie die Präsidenten wechselten auch die Trainer, und so saßen seit der Saison 2007/08 bereits sieben verschiedene Trainer auf der Bank des Rekordmeisters. Alle Rekorde brach jedoch die Anzahl der Spielerwechsel. So verzeichnete der Verein in drei Jahren 69 Zu- und 68 Abgänge.
Die Lage hatte sich wieder etwas beruhigt. So wurde der Schuldenberg bereits teilweise abgebaut und Interessenten für einen Stadionbau gewonnen. Lediglich die Suche nach einem gut vergütenden Hauptsponsor hat sich aufgrund der Sportgesetze Serbiens als schwierig herausgestellt. Am 9. Juni 2010 hat der amtierende Vorstand unter Vladan Lukić die Mitgliedschaft im Verein Roter Stern Belgrad eingeführt. Diese soll nach dem Vorbild vom FC Barcelona und Real Madrid funktionieren. Somit geht der Verein in die Trägerschaft seiner Mitglieder über. Der Vorstand soll von nun an von der Vollversammlung gewählt werden. Dieser Schritt wurde von den Fans bereits seit Jahrzehnten erwartet. Nach nur einer Woche waren bereits mehr als 5200 Fans ein offizielles Mitglied des Vereins.
Roter Stern gewann 2010 den serbischen Pokal und leitete so eine sportliche Trendwende ein. Seit dem 9. Juli 2010 ist Gazprom Neft, eine Tochtergesellschaft von Gazprom, Hauptsponsor von Roter Stern Belgrad. Die Summe des über fünf Jahre lang laufenden Sponsorvertrages wurde nicht veröffentlicht, jedoch ist bekannt, dass es der höchstdotierte Sponsorvertrag ist, den es je in Südosteuropa gab.
Die sportliche Trendwende nahm Schritt für Schritt an Fahrt auf, als nach zwei wichtigen Derbysiegen über Partizan Belgrad das Pokalfinale 2012 erreicht werden konnte. Roter Stern gewann das Endspiel gegen FK Borac Čačak zwar, musste jedoch erneut die Meisterschaft an Partizan abgeben. Auch die Teilnahme an einer internationalen Endrunde blieb dem Rekordverein vorerst verwehrt.

### Seit 2013: Aktuelle Entwicklung
Nach sieben Jahren Wartezeit gelang es dem Verein in der Spielzeit 2013/14, zum 26. Mal serbischer Meister zu werden. Er durfte jedoch nicht an der kommenden Ausgabe der UEFA Champions League teilnehmen, weil er gegen die Regeln des Financial Fairplay verstoßen hatte.
In der Saison 2015/16 wurde der Vereinsrekord von 23 Siegen in Serie, aufgestellt in der Saison 2000/01, gebrochen. Zwischen dem 9. August 2015 und dem 2. April 2016 gelangen in der Meisterschaft 24 Siege in Folge. Roter Stern beendete die Hauptrunde mit 28 Punkten Vorsprung auf Partizan Belgrad. Im Meisterschafts-Play-off wurde dieser halbiert und bis zum Saisonende gehalten. In der Saison 2016/17 vergab man zum bisher letzten Mal die serbische Meisterschaft.
In der Saison 2017/18 qualifizierte sich Roter Stern erstmals nach zehn Jahren wieder für eine Endrunde im Europapokal. In der Qualifikation zur UEFA Europa League 2017/18 hatte man FC Floriana, Ertis Pawlodar, Sparta Prag und FK Krasnodar ausgeschaltet und spielte somit erstmals in der Gruppenphase des Wettbewerbs. In einer Gruppe mit dem FC Arsenal, dem 1. FC Köln und BATE Baryssau belegte Roter Stern mit neun Punkten den zweiten Platz. In weiterer Folge schied der Verein im Sechzehntelfinale gegen ZSKA Moskau aus. Bemerkenswert waren die Spielergebnisse, denn in keiner einzigen Partie schoss Roter Stern mehr als ein Tor und bekam zugleich nie mehr als ein Gegentor.
Rund 26 Jahre nach Einführung der UEFA Champions League gelang dem FK Roter Stern am 29. August 2018 in Salzburg erstmals die Qualifikation für die Gruppenphase und damit die nominelle Rückkehr in den europäischen Spitzenfußball. Der Verein schied in einer Gruppe mit Paris Saint-Germain, dem FC Liverpool und der SSC Neapel mit vier Punkten als Letzter aus.
2019 setzte man sich dank der Auswärtstorregel gegen den BSC Young Boys durch und spielte damit zum zweiten Mal hintereinander in der Champions-League-Gruppenphase. Auch diesmal wurde der serbische Rekordverein jedoch Letzter; die Gegner waren Bayern München, Tottenham Hotspur und Olympiakos Piräus.
In den nächsten drei Saisonen verpasste man es jeweils, sich für die Champions-League-Gruppenphase zu qualifizieren. Roter Stern spielte aber jeweils in der Gruppenphase der UEFA Europa League. 2020/21 belegte man in einer Gruppe mit der TSG Hoffenheim, Slovan Liberec und der KAA Gent den zweiten Platz und spielte in der K.O.-Runde. Der Verein begegnete im Sechzehntelfinale dem AC Milan. Es gab zwei Remis, jedoch schied Roter Stern aufgrund der Auswärtstorregel aus. In der darauffolgenden Spielzeit gelang in einer Gruppe mit Sporting Braga, dem FC Midtjylland und Ludogorez Rasgrad sogar knapp der Gruppensieg mit elf Punkten. Da damals die Reform des Wettbewerbs leicht angepasst wurde, durfte Roter Stern als Gruppensieger die K.O.-Play-offs überspringen und spielte direkt im Achtelfinale. Der Verein traf auf die Glasgow Rangers, die später im Finale des Wettbewerbs stehen sollten. Die Schotten setzten sich im Hinspiel mit 3:0 durch, Roter Stern gewann das Rückspiel nur mit 2:1 und schied aus. 2022/23 spielte der Verein in einer Gruppe mit Ferencváros Budapest, der AS Monaco und Trabzonspor. Mit sechs Punkten belegte man jedoch den letzten Platz und schied aus.
In der Saison 2023/24 spielte Roter Stern wieder in der Champions League. In einer Gruppe mit Manchester City, RB Leipzig und dem BSC Young Boys belegte der serbische Rekordverein mit nur einem Punkt den letzten Platz und schied frühzeitig aus. Am Ende der gleichen Spielzeit gelang es dem Verein zum vierten Mal in Folge, das Double aus Meisterschaft und Pokal zu gewinnen. Sowohl in Zeiten des ehemaligen Jugoslawien als auch seit der Unabhängigkeit Serbiens ist das bisher noch keinem anderen serbischen Verein gelungen.

## Stadion

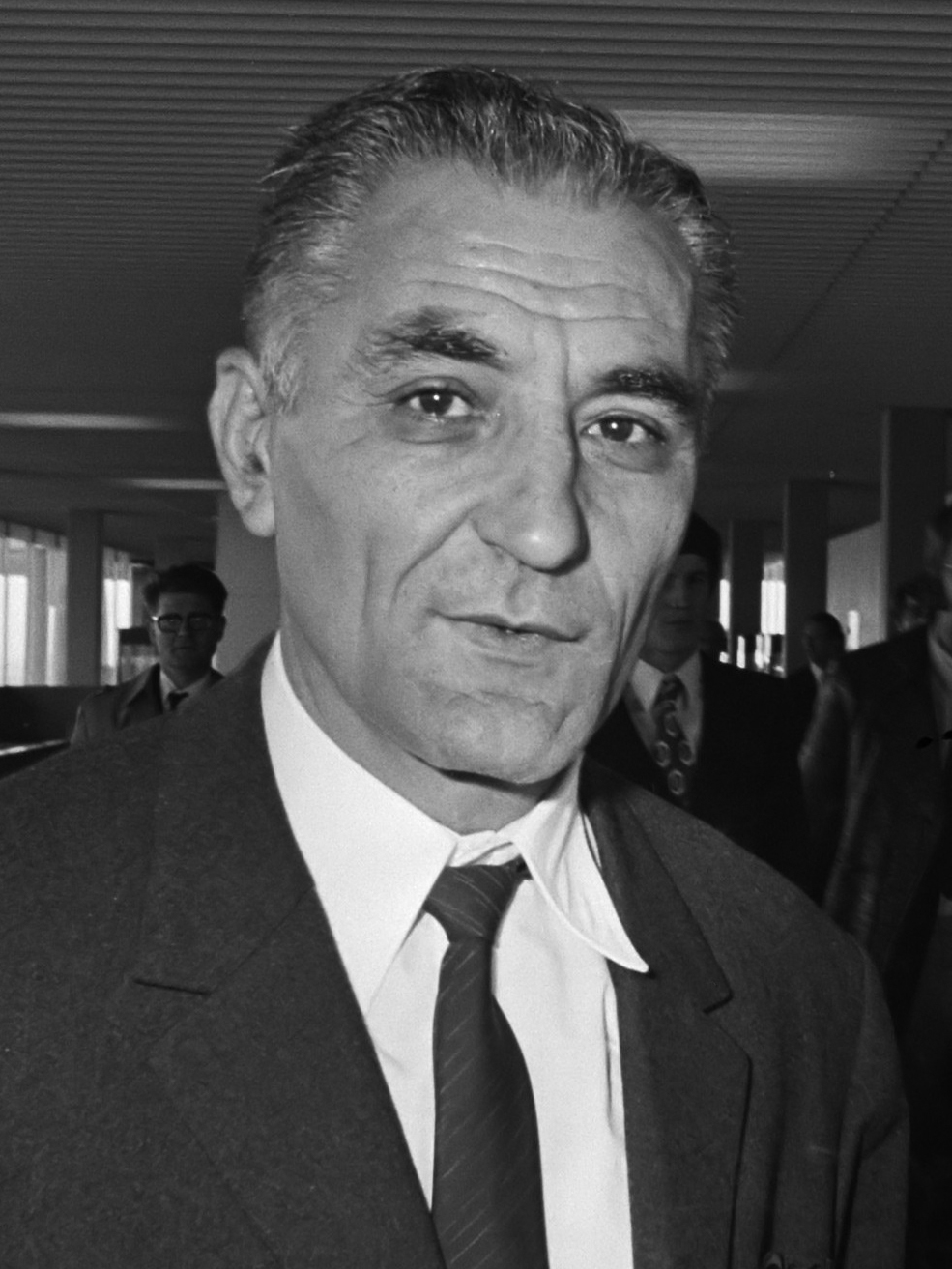
Namensgeber des Stadions: Rajko Mitić (1970)

Das Stadion Rajko Mitić (bis 2014: Stadion Roter Stern) hat heute ein Fassungsvermögen von 60.000 Besuchern, davon 55.538 Sitzplätze. Es ist damit das drittgrößte Stadion Südosteuropas und das größte in Serbien. Es wurde im Jahr 1964 fertiggestellt und hatte bis Anfang der 1990er-Jahre eine Kapazität von über 100.000 Zuschauern. Wegen seines damals enormen Fassungsvermögens trägt es in Anlehnung an das Maracanã in Rio de Janeiro den Beinamen Marakana. Der Besucherrekord mit 110.000 Menschen wurde 1975 im Halbfinale des Europapokals der Pokalsieger aufgestellt, als Roter Stern Belgrad gegen Ferencváros Budapest spielte.
Die Spielstätte erhielt nach einem Beschluss des Vereins im Dezember 2014 den Namen Stadion Rajko Mitić. Der ehemalige Spieler der Rot-Weißen, Rajko Mitić (1922–2008), bestritt für Roter Stern von 1945 bis 1958 insgesamt 572 Spiele (262 Tore) und feierte mit dem Club fünf Meistertitel und vier Pokalerfolge. Für die jugoslawische Nationalmannschaft lief er 59-mal auf und erzielte dabei 32 Tore. Von 1967 bis 1970 war er auch Trainer der jugoslawischen Auswahl. Rajko Mitić gilt als einer der größten Spieler und Trainer im jugoslawischen und serbischen Fußball.

## Fans

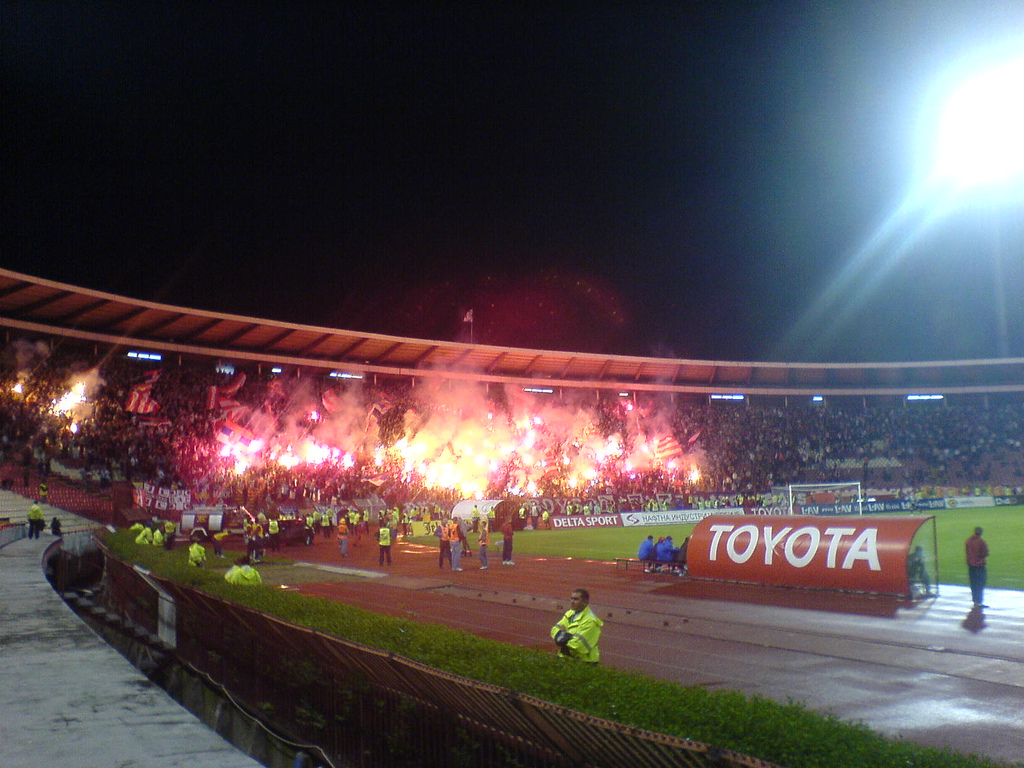
„Delije“, die Fans von Roter Stern

Die Anhängerschaft des Vereins kommt in erster Linie aus Belgrad, jedoch hat Roter Stern zahlreiche Fans im ganzen Land, was unter anderem auf die jahrzehntelangen Erfolge zurückzuführen ist. Laut Umfragen ist Roter Stern Belgrad der beliebteste Fußballverein in Serbien. Der Verein ist auch sehr beliebt in Montenegro und Bosnien und Herzegowina, vor allem in der Republika Srpska. Roter Stern hat auch zahlreiche Anhänger in allen anderen ehemaligen jugoslawischen Republiken sowie in der serbischen und jugoslawischen Diaspora und wird zu den 50 einflussreichsten Vereinen der Welt gezählt.
Die Fans bezeichnen sich als „Delije“ (dt. „Mutige“, Singular „Delija“). Diese Fanvereinigung wurde 1989 von Željko Ražnatović („Arkan“) gegründet, indem er Ultras-Gruppen wie die „Zulu Warriors“, „Red Devils“ oder „Ultras“ zu den Delije vereinigte und so Roter-Stern Fans zusammenbrachte, die Slobodan Milošević oder die nationalistischen Politiker Vojislav Šešelj und Vuk Drašković unterstützten. Während der Jugoslawienkriege rekrutierten sich die Mitglieder von Ražnatovićs paramilitärischer „Serbischer Freiwilligengarde“ vor allem aus den Reihen der Roter-Stern-Fans.
Die Delije unterstützen traditionell alle Mannschaften von Roter Stern in jeder Sportart. Die „echten Delije“ stehen dabei in der Severna tribina (Nordkurve) des Stadions. In den 1990er Jahren wurden in der Nordkurve einige Plätze so eingefärbt, dass sie in weißer, kyrillischer Schrift das Wort „Delije“ zeigen, eine Bekundung des Vereins gegenüber seinen Fans. Die Delije gelten neben den „Bad Blue Boys“ aus Zagreb, der „Torcida“ aus Split und den „Grobari“, den Fans des Lokalrivalen FK Partizan Belgrad, als wichtigste Fangruppierung im ehemaligen Jugoslawien.
Eine Fanfreundschaft unterhalten die Belgrader Fans unter anderem zu den Fans von Spartak Moskau und Olympiakos Piräus. Die Fans von Olympiakos trifft man des Öfteren bei Spielen der Fußball-, aber ebenso der Basketballmannschaft an. Ebenso verhält es sich auch umgekehrt, serbische Fans reisen oft zu Spielen nach Griechenland.
Der in Serbien gebrauchte Satz „Srbija do Tokija“ (dt. „Serbien bis Tokio“) wurde ursprünglich von den Delije erfunden in Anlehnung an den Weltpokalsieg 1991 in Tokio.

## Personen

### Kader der Saison 2025/26
Stand: August 2025
| Nr. |            | Position | Name              |
| --- | ---------- | -------- | ----------------- |
| 1   | Brasilien  | TW       | Matheus           |
| 3   | Kolumbien  | AB       | Keimer Sandoval   |
| 4   | Montenegro | MF       | Mirko Ivanić      |
| 6   | Gambia     | MF       | Mahmudu Bajo      |
| 5   | Brasilien  | AB       | Rodrigão          |
| 7   | Angola     | ST       | Felício Milson    |
| 8   | Serbien    | MF       | Jovan Šljivić     |
| 9   | Senegal    | ST       | Cherif Ndiaye     |
| 10  | Serbien    | MF       | Aleksandar Katai  |
| 13  | Serbien    | AB       | Miloš Veljković   |
| 14  | Nigeria    | ST       | Peter Olayinka    |
| 17  | Brasilien  | ST       | Bruno Duarte      |
| 18  | Israel     | TW       | Omri Glazer       |
| 19  | Serbien    | ST       | Aleksa Damjanović |
| 21  | Slowenien  | MF       | Timi Max Elšnik   |
| 22  | Serbien    | MF       | Vasilije Kostov   |

| Nr. |                         | Position | Name                 |
| --- | ----------------------- | -------- | -------------------- |
| 23  | Armenien                | AB       | Nair Tiknisjan       |
| 24  | Serbien                 | AB       | Nikola Stanković     |
| 25  | Serbien                 | AB       | Stefan Leković       |
| 33  | Bosnien und Herzegowina | MF       | Rade Krunić          |
| 37  | Serbien                 | ST       | Vladimir Lučić       |
| 44  | Serbien                 | AB       | Veljko Milosavljević |
| 47  | Serbien                 | AB       | Strahinja Stojković  |
| 49  | Serbien                 | ST       | Nemanja Radonjić     |
| 50  | Serbien                 | TW       | Savo Radanović       |
| 66  | Korea Sud               | AB       | Seol Young-woo       |
| 71  | Serbien                 | AB       | Adem Avdić           |
| 73  | Russland                | MF       | Jegor Pruzew         |
| 77  | Serbien                 | TW       | Ivan Guteša          |
| 80  | Gabun                   | ST       | Shavy Babicka        |
| 88  | Ghana                   | AB       | Ebenezer Annan       |
| 89  | Osterreich              | ST       | Marko Arnautović     |

### Bekannte ehemalige Spieler

#### Stern des Sterns
Roter Stern hat eine fast 50 Jahre alte Tradition, ausgewählten Spielern, die eine spürbare Auswirkung auf die Geschichte des Vereins gehabt haben, den Titel „Stern des Sterns“ (Zvezdina zvezda) zu verleihen. Bis jetzt wurden nur fünf Spieler in der Geschichte des Vereins ausgezeichnet:
- Rajko Mitić (1945–1958)
- Dragoslav Šekularac (1954–1966)
- Dragan Džajić (1961–1975, 1977–1978)
- Vladimir Petrović (1972–1982)
- Dragan Stojković (1986–1990)
- Siegermannschaft von 1990/91 im Europapokal der Landesmeister

Am 29. Mai 2010, zum 19. Jahrestag des Gewinns des Europapokals der Landesmeister, wurde das ganze Team von 1991 zum sechsten und letzten Stern von Roter Stern Belgrad erklärt. Im Anschluss wurde eine „Hall of Fame“ eröffnet, in die die zukünftigen und bisherigen Größen von Roter Stern auf und neben dem Platz aufgenommen werden sollen.

#### Welt- und Europapokalsieger von 1991
| Torhüter: - Milić Jovanović - Željko Kaludjerović - Stevan Stojanović (C) |  | Abwehr: - Miodrag Belodedić - Slobodan Marović - Ivica Momčilović - Ilija Najdoski - Duško Radinović - Refik Šabanadžović - Goran Vasilijević |  | Mittelfeld: - Vladimir Jugović - Siniša Mihajlović - Robert Prosinečki - Dejan Savićević - Vlada Stošić - Rade Tošić |  | Angriff: - Dragiša Binić - Vladan Lukić - Darko Pančev |

Trainer:  Ljupko Petrović

#### Andere ehemalige Spieler
- Aílton
- Predrag Đorđević
- Marko Pantelić
- Vladimir Beara
- Vladislav Bogićević
- Ilija Ivić
- Ratomir Dujković
- Stanislav Karasi
- Bora Kostić
- Darko Kovačević
- Nebojša Krupniković
- Petar Radenković
- Vladimir Durković
- Ratko Mitić
- Slavoljub Muslin
- Dušan Savić
- Dejan Petković
- Boško Djurovski
- Milko Djurovski
- Branko Bošković
- Miloš Šestić
- Milutin Šoškić
- Velibor Vasović
- Milan Biševac
- Dejan Stanković
- Dragoslav Stepanović
- Goran Drulić
- Nemanja Vidić
- Nikola Žigić
- Milan Purović
- Bratislav Živković
- Perica Ognjenović
- Goran Bunjevčević
- Marjan Marković
- Ivan Ivanić
- Jovan Aćimović
- Zoran Filipović
- Boško Janković
- Bora Kostić
- Mitar Mrkela
- Vladimir Stojković
- Zvonko Milojević
- Srdjan Mrkušić
- Stevan Ostojić
- Miroslav Pavlović
- Nenad Kovačević
- Haminu Dramani
- Aleksandar Dragovic

### Bisherige Trainer
- Branislav Sekulić (1946)
- Svetozar Glišović (1946–1948)
- Aleksandar Tomašević (1948–1950)
- Ljubiša Broćić (1951)
- Žarko Mihajlović (1951)
- Branislav Sekulić (1952)
- Žarko Mihajlović (1952–1953)
- Ljubiša Broćić (1953–1954)
- Boško Ralić (1954)
- Milovan Ćirić (1954–1957)
- Milorad Pavić (1957–1964)
- Ivan Toplak (1964–1966)
- Miljan Miljanić (1966–1974)
- Miljenko Mihić (1974–1975)
- Milovan Ćirić (1975–1976)
- Gojko Zec (1976–1978)
- Branko Stanković (1978–1982)
- Stevan Ostojić (1982–1983)
- Gojko Zec (1983–1986)
- Velibor Vasović (1986–1988)
- Branko Stanković (1988)
- Dragoslav Šekularac (1989–1990)
- Ljupko Petrović (1990–1991)
- Vladica Popović (1991–1992)
- Milan Živadinović (1992–1994)
- Ljupko Petrović (1994–1996)
- Vladimir Petrović (1996–1997)
- Vojin Lazarević (1997)
- Milorad Kosanović (1997–1998)
- Vojin Lazarević (1998–1999)
- Miloljub Ostojić (1999)
- Slavoljub Muslin (1999–2001)
- Zoran Filipović (2001–2003)
- Slavoljub Muslin (2003–2004)
- Ljupko Petrović (2004)
- Ratko Dostanić (2004–2005)
- Walter Zenga (2005–2006)
- Dušan Bajević (2006–2007)
- Boško Đurovski (2007)
- Milorad Kosanović (2007)
- Aleksandar Janković (2007–2008)
- Zdeněk Zeman (2008)
- Čedomir Janevski (2008–2009)
- Vladimir Petrović (2009–2010)
- Ratko Dostanić (2010)
- Aleksandar Kristić (2010)
- Robert Prosinečki (2010–2012)
- Aleksandar Janković (2012–2013)
- Ricardo Sá Pinto (2013)
- Slaviša Stojanović (2013–2014)
- Nenad Lalatović (2014–2015)
- Miodrag Božović (2015–2017)
- Vladan Milojević (2017–2019)
- Dejan Stanković (2019–2022)

## Sponsoren
Hauptsponsor von Roter Stern Belgrad ist seit 2010 das russische Mineralölunternehmen Gazprom Neft. Fahrzeugsponsor ist Hyundai.
Bisherige Hauptsponsoren:
- Toyota (2006 bis 2008)
- Moja Zvezda 2344 (2009 bis 2010)
- Gazprom Neft (Seit 2010)

## Trivia

### Wappenhistorie
Roter Stern Belgrad hat drei unterschiedliche Wappen. Das offizielle Wappen wird auf den Trikots und bei offiziellen Veranstaltungen der UEFA benutzt. Das Wappen existiert in Ausführungen mit serbisch-kyrillischer bzw. lateinischer Schrift. Es wurde in den 1990er Jahren aufgrund der UEFA-Regelung eingeführt, dass ein Vereinswappen drei Farben (Rot, Weiß und Blau) haben muss. Das bis dahin gültige Logo bestand nur aus Rot und Weiß. In der Marketing-Abteilung und in allen anderen Bereichen des Vereins wird ein drittes Wappen genutzt. Es handelt sich dabei um ein Logo, das an das ursprüngliche Wappen von Roter Stern Belgrad angelehnt ist, mit dem Unterschied, dass Gold deutlicher als bis 1990 als dritte Farbe eingefügt wurde. Dieses Logo wird seit der Rückrunde der Saison 2010/2011 offiziell getragen.

Altes Logo bis 1995
Altes Logo von 1995 bis 2010

### Trikotfarben
Seit der Gründung des Vereins sind die Heimtrikot-Farben immer rot-weiß gestreift. Das Auswärtstrikot ist zumeist weiß mit einigen roten Stellen. Seit der Saison 2009 ist das dritte offizielle Trikot komplett in Blau. 2010 ersetzt das blaue Trikot das weiße Auswärtstrikot. Im Zeitraum von 2006 bis 2008 besaß der Verein zudem einen dritten Trikotsatz mit orangefarbenen Trikots. Seit der Saison 2011/2012 hat Roter Stern einen dritten Trikotsatz, der komplett in Dunkelrot gehalten ist.

## Erfolge
- Europapokal der Landesmeister: 1990/91
- Weltpokal: 1991
- Mitropapokal: 1958 als Donaucup, 1968
- Nationaler Meister (36 ×):[31]
  -  Regionales Qualifikationsturnier für die jugoslawische Meisterschaft (1 ×): 1946[32][33][34]
  -  Meister der SFR Jugoslawien (19 ×): 1951, 1953, 1956, 1957, 1959, 1960, 1964, 1968, 1969, 1970, 1973, 1977, 1980, 1981, 1984, 1988, 1990, 1991, 1992
  -  Meister der BR Jugoslawien bzw. von Serbien und Montenegro (5 ×): 1995, 2000, 2001, 2004, 2006
  -  Serbischer Meister (11 ×): 2007, 2014, 2016, 2018, 2019, 2020, 2021, 2022, 2023, 2024, 2025
- Nationaler Pokal (29 ×):
  -  Pokalsieger der SFR Jugoslawien (12 ×): 1947/48, 1948/49, 1950, 1957/58, 1958/59, 1963/64, 1967/68, 1969/70, 1970/71, 1981/82, 1984/85, 1989/90
  -  Pokalsieger der BR Jugoslawien bzw. von Serbien und Montenegro (9 ×): 1992/93, 1994/95, 1995/96, 1996/97, 1998/99, 1999/2000, 2001/02, 2003/04, 2005/06
  -  Serbischer Pokalsieger (8 ×): 2006/07, 2009/10, 2011/12, 2020/21, 2021/22, 2022/23, 2023/24, 2024/25
- Double (15 ×): 1959, 1964, 1968, 1970, 1990, 1995, 2000, 2004, 2006, 2007, 2021, 2022, 2023, 2024, 2025
- Jugoslawischer Supermeister: 1969, 1972
- Jugoslawischer Ligameister Cup: 1973

Gewonnene Turniere
- Belgrader Turnier: 1948, 1980, 1981
- Santiago de Chile: 1962
- Ibérico Pokal: 1971
- Teresa Herrera Pokal: 1971
- JU-Pokal: 1973
- Costa del Sol: 1973
- Naranja Pokal: 1973
- Donau Pokal: 1976
- Costa Verde Pokal: 1982
- Neujahrsturnier: 1984
- Città di Verona: 1991
- Bastia Turnier: 1995
- Leipzig Turnier: 2004
- Chicago Fire Sister Cities International Cup: 2010

## Roter Stern im Europapokal
Der größte Erfolg von Roter Stern Belgrad war in der Saison 1990/91 der Gewinn des Europapokals der Landesmeister in Bari gegen Olympique Marseille.